# Liste der Biografien/Ball
Liste der Biografien |
Portal Biografien |
Personensuche
# |
A |
B |
C |
D |
E |
F |
G |
H |
I |
J |
K |
L |
M |
N |
O |
P |
Q |
R |
S |
T |
U |
V |
W |
X |
Y |
Z |
?
 
Ba |
Be |
Bd |
Bg |
Bh |
Bi |
Bj |
Bl |
Bm |
Bn |
Bo |
Br |
Bs |
Bu |
Bw |
By |
Bz
 
Baa |
Bab |
Bac |
Bad |
Bae |
Baf |
Bag |
Bah |
Bai |
Baj |
Bak |
Bal |
Bam |
Ban |
Bao |
Bap |
Baq |
Bar |
Bas |
Bat |
Bau |
Bav |
Baw |
Bax–Baz
 
Bala |
Balb |
Balc |
Bald |
Bale |
Balf |
Balg |
Balh |
Bali |
Balj |
Balk |
Ball |
Balm |
Baln |
Balo |
Balp |
Balq |
Bals |
Balt |
Balu |
Balv |
Balw |
Baly |
Balz
Die Liste der Biografien führt alle Personen auf, die in der deutschsprachigen Wikipedia einen Artikel haben. Dieses ist eine Teilliste mit 548 Einträgen von Personen, deren Namen mit den Buchstaben „Ball“ beginnt.

## Ball
- Ball, Alan (1945–2007), englischer Fußballspieler und -trainer
- Ball, Alan (* 1957), US-amerikanischer Drehbuchautor, Filmregisseur und ProduzentAlan Ball (* 1957)

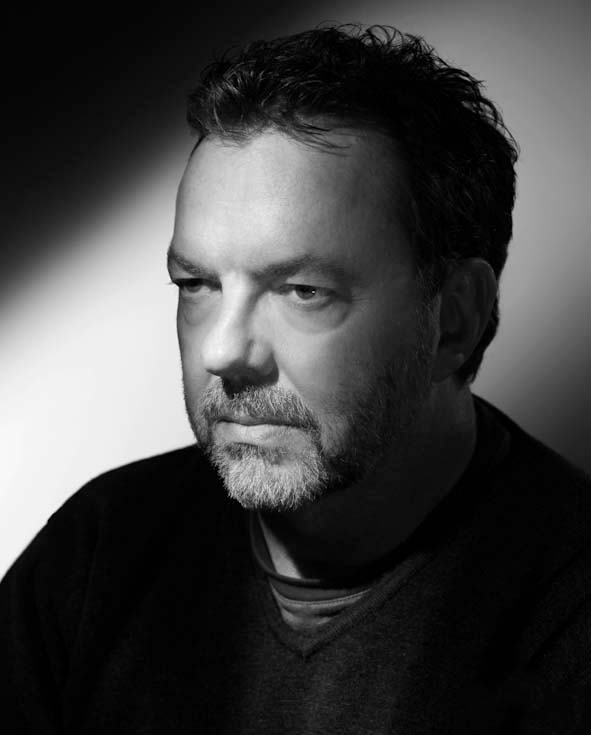
Alan Ball (* 1957)

- Ball, Albert (1896–1917), britischer Jagdflieger des Ersten Weltkrieges
- Ball, Alex, US-amerikanischer Schauspieler
- Ball, Alexander (1757–1809), britischer Admiral und Zivilkommissar von Malta
- Ball, Alice (1892–1916), US-amerikanische Chemikerin
- Ball, Angeline (* 1969), irische Schauspielerin
- Ball, Antje (1833–1911), niederländische Dichterin und Kohlenhändlerin
- Ball, Arthur (1894–1951), US-amerikanischer Kameramann und Filmtechnikpionier
- Ball, Ashleigh (* 1983), kanadische Synchronsprecherin und Sängerin
- Ball, Bartholomew († 1573), irischer Kaufmann, Ratsherr und Bürgermeister von Dublin
- Ball, Benjamin (1912–1977), britischer Offizier der Luftstreitkräfte des Vereinigten Königreichs
- Ball, Bentley, US-amerikanischer Sänger
- Ball, Bobby (1925–1954), US-amerikanischer Autorennfahrer
- Ball, Bradley (* 1976), englischer Squashspieler
- Ball, Brian N. (1932–2020), britischer Science-Fiction-Autor
- Ball, Carsten (* 1987), australischer Tennisspieler
- Ball, Catherine (* 1951), US-amerikanische Schwimmerin
- Ball, David (1950–2015), britischer Musiker
- Ball, David (* 1953), US-amerikanischer Country-Sänger und Songwriter
- Ball, David (* 1959), britischer Musiker und Produzent, Mitglied der Gruppe Soft Cell
- Ball, David W. (* 1949), US-amerikanischer Schriftsteller
- Ball, Derek (1930–1988), britischer Tontechniker
- Ball, Dominic (* 1995), englischer Fußballspieler
- Ball, Donna (* 1951), US-amerikanische Schriftstellerin
- Ball, Edward (1811–1872), US-amerikanischer Politiker
- Ball, Edward (* 1959), US-amerikanischer Journalist, Autor und Hochschullehrer
- Ball, Elmer Russell (1891–1942), US-amerikanischer Fotograf
- Ball, Eric (1903–1989), englischer Komponist und Dirigent
- Ball, Ernie (1930–2004), US-amerikanischer Musiker und Erfinder
- Ball, Ernst Friedrich (1799–1885), deutscher evangelischer Theologe
- Ball, F. Carlton (1911–1992), multidisziplinärer Künstler
- Ball, Franziska (* 1971), deutsche Schauspielerin und Synchronsprecherin
- Ball, Geoffrey R. (* 1964), US-amerikanischer Biomechaniker
- Ball, Georg Adam (1799–1846), deutscher Theaterschauspieler, Bühnenautor und Schriftsteller
- Ball, George Wildman (1909–1994), US-amerikanischer Jurist, Politiker und Diplomat
- Ball, Hanns Otto (1926–2007), österreichischer Schauspieler
- Ball, Hans (1899–1977), deutscher Eisenbahningenieur, Leiter der Reichsbahndirektion Saarbrücken
- Ball, Harvey (1921–2001), US-amerikanischer Grafikdesigner
- Ball, Heinz (1902–1968), deutscher Unternehmer und Erfinder
- Ball, Henry Lidgbird († 1818), britischer Marineoffizier und Entdecker
- Ball, Hugo (1886–1927), deutscher Autor und BiografHugo Ball (1886–1927)

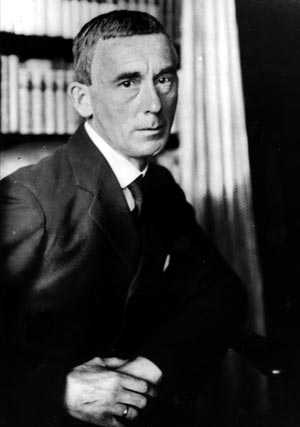
Hugo Ball (1886–1927)

- Ball, James (1903–1988), kanadischer Leichtathlet
- Ball, Jamie (* 1979), südafrikanischer Radrennfahrer
- Ball, Jane (1920–2005), US-amerikanische Schauspielerin
- Ball, Joe (1896–1938), US-amerikanischer Serienmörder
- Ball, John (1335–1381), englischer PriesterJohn Ball (1335–1381)

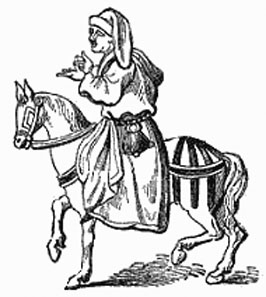
John Ball (1335–1381)

- Ball, John (1818–1889), irischer Politiker und Naturwissenschaftler
- Ball, John (1872–1941), britischer Geologe, Geograf und Bergbauingenieur
- Ball, John (1911–1988), US-amerikanischer Schriftsteller
- Ball, John M. (* 1948), britischer Mathematiker
- Ball, Jonathan (1951–2021), südafrikanischer Verleger
- Ball, Joseph H. (1905–1993), US-amerikanischer Politiker
- Ball, Kathryn Uhl (1902–1984), US-amerikanische Künstlerin
- Ball, Katie, australisches Model
- Ball, KC (* 1975), neuseeländisch-kanadischer Eishockeyspieler
- Ball, Keith M (* 1960), britischer Mathematiker
- Ball, Kenny (1930–2013), britischer Trompeter und Bandleader
- Ball, Krystal (* 1981), US-amerikanische politische Kommentatorin, Fernseh- und Internetmoderatorin
- Ball, Kurt Herwarth (1903–1977), deutscher Science-Fiction-Schriftsteller
- Ball, L. Heisler (1861–1932), US-amerikanischer Politiker der Republikanischen Partei
- Ball, LaMelo (* 2001), US-amerikanischer Basketballspieler
- Ball, Leo (1927–2007), US-amerikanischer Jazzmusiker
- Ball, Leo Anton Carl de (1853–1916), deutscher Astronom
- Ball, LiAngelo (* 1998), amerikanischer College-Basketball-Spieler für die UCLA Bruins
- Ball, Lloy (* 1972), US-amerikanischer Volleyballspieler
- Ball, Lonzo (* 1997), US-amerikanischer Basketballspieler
- Ball, Loren C. (* 1948), US-amerikanischer Astronom und Asteroidenentdecker
- Ball, Lucille (1911–1989), US-amerikanische SchauspielerinLucille Ball (1911–1989)

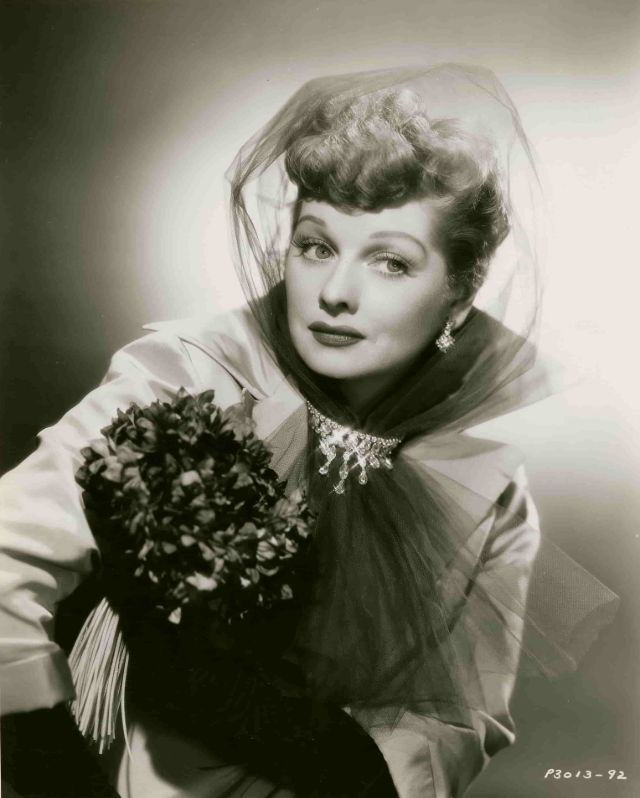
Lucille Ball (1911–1989)

- Ball, Manfred (1938–2023), deutscher Opernsänger (Bariton) und Hochschullehrer an der Hochschule für Musik und Theater München
- Ball, Marcia (* 1949), US-amerikanische Blues-Sängerin und Pianistin
- Ball, Margaret († 1584), irische Selige und Märtyrer
- Ball, Mary (1812–1898), irische Naturforscherin und Entomologin
- Ball, Matthew (* 1993), englischer Balletttänzer
- Ball, Michael (* 1932), britischer Theologe; Bischof von Truro
- Ball, Michael (* 1962), englischer Schauspieler und Sänger
- Ball, Michael (* 1979), englischer Fußballspieler
- Ball, Montee (* 1990), US-amerikanischer American-Football-Spieler
- Ball, Natalie (* 1979), deutsche Behindertensportlerin
- Ball, Nicholas († 1609), irischer Politiker, Bürgermeister von Dublin
- Ball, Nova (* 1958), US-amerikanische Schauspielerin
- Ball, Patrick (* 1965), US-amerikanischer Wissenschaftler und Menschenrechts-Aktivist
- Ball, Peter (1932–2019), britischer Theologe; Bischof von Gloucester und verurteilter Sexualstraftäter
- Ball, Philip (* 1962), englischer Naturwissenschaftler, Journalist und Schriftsteller
- Ball, Rafael (* 1964), deutscher Bibliothekar
- Ball, Richard (1857–1937), australischer Politiker, Mitglied der Legislativversammlung und Minister von New South Wales
- Ball, Richard (* 1944), US-amerikanischer Radrennfahrer
- Ball, Robert († 1635), Bürgermeister von Dublin
- Ball, Robert Stawell (1840–1913), irischer Astronom, Mathematiker und Verfasser populärwissenschaftlicher Bücher
- Ball, Ronnie (1927–1984), britischer Jazz-Pianist
- Ball, Rudi (1911–1975), deutscher Eishockeyspieler
- Ball, Sabine (1925–2009), deutsche Evangelistin und Betreiberin sozialer Projekte
- Ball, Sascha (* 1977), deutscher Faustballer
- Ball, Scott (* 1986), US-amerikanischer Pokerspieler
- Ball, Suzan (1934–1955), amerikanische Schauspielerin
- Ball, Syd (* 1950), australischer Tennisspieler
- Ball, Taylor (* 1987), US-amerikanischer Schauspieler
- Ball, Thomas (1819–1911), US-amerikanischer Bildhauer
- Ball, Thomas Henry (1859–1944), US-amerikanischer Politiker
- Ball, Thomas R. (1896–1943), US-amerikanischer Politiker
- Ball, Timothy (1938–2022), kanadischer Geograph
- Ball, Valentine (1843–1895), irischer Geologe, Zoologe und Museumsdirektor
- Ball, W. W. Rouse (1850–1925), englischer Mathematiker
- Ball, Walter († 1598), irischer Politiker und Bürgermeister von Dublin (1580–1581)
- Ball, Webster Clay (1847–1922), US-amerikanischer Juwelier und Uhrmacher
- Ball, Wes (* 1980), US-amerikanischer FilmregisseurWes Ball (* 1980)

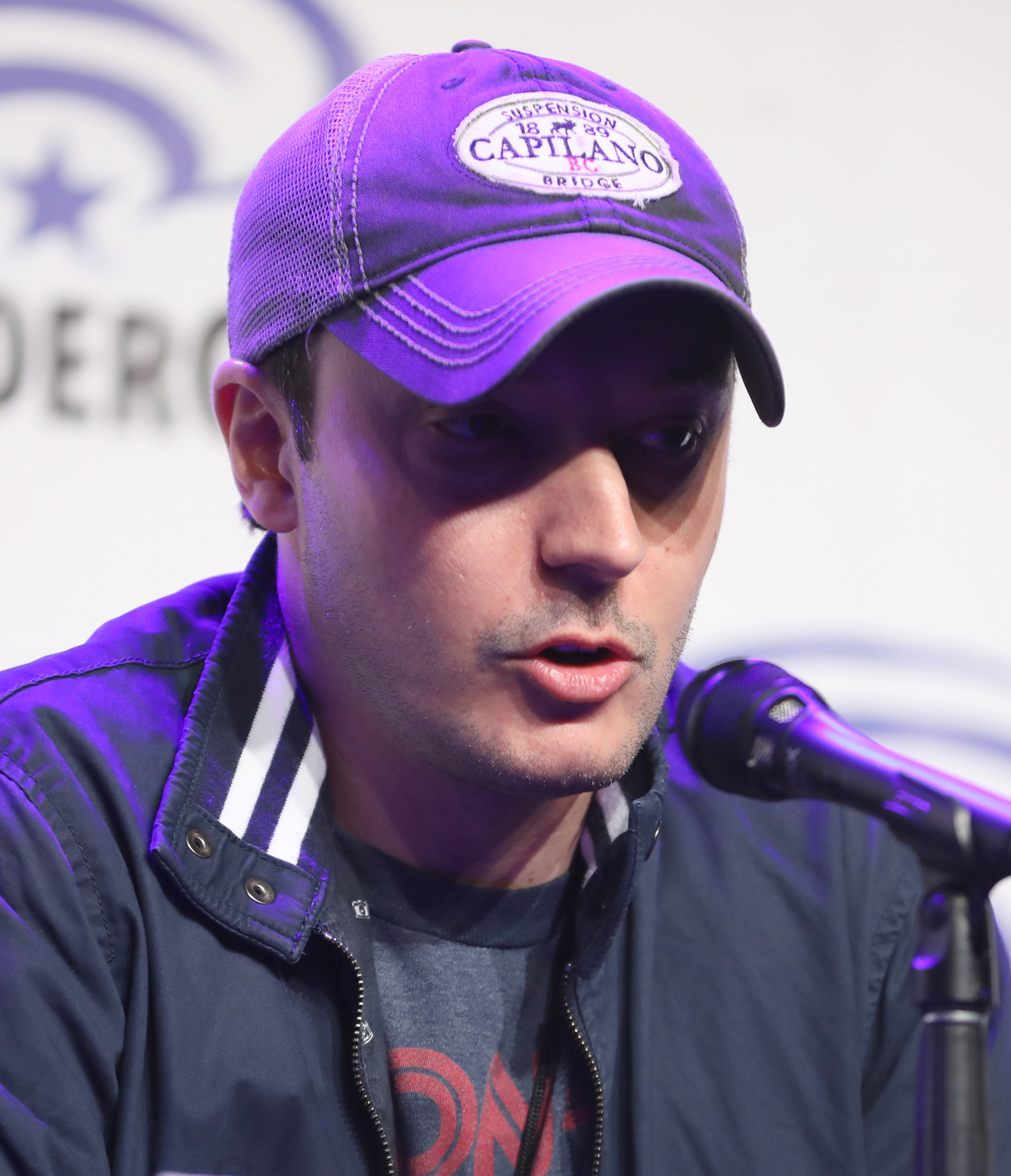
Wes Ball (* 1980)

- Ball, William, englischer Astronom
- Ball, William (1830–1902), US-amerikanischer Politiker
- Ball, William (1876–1929), englischer Fußballspieler
- Ball, William L. (* 1948), US-amerikanischer Geschäftsmann und Politiker
- Ball, William Lee (1781–1824), US-amerikanischer Politiker
- Ball, William MacMahon (1901–1986), australischer Politikwissenschaftler, Hochschullehrer, Diplomat, Autor, Journalist und Radiomoderator
- Ball, Wolfgang (* 1948), deutscher Jurist, Vorsitzender Richter am Bundesgerichtshof
- Ball-Kaduri, Kurt Jacob (1891–1976), deutsch-israelischer Jurist und Autor

### Balla
- Balla, Bálint (1928–2018), ungarisch-deutscher Soziologe
- Balla, Emil (1885–1956), deutscher lutherischer Theologe
- Balla, Erich (1885–1943), deutscher Generalmajor im Zweiten Weltkrieg
- Balla, Giacomo (1871–1958), italienischer Maler des Futurismus
- Balla, Giovanni (1901–1983), italienischer Radrennfahrer
- Balla, Jean-Marie Benoît (1959–2017), kamerunischer Geistlicher und römisch-katholischer Bischof von BafiaJean-Marie Benoît Balla (1959–2017)

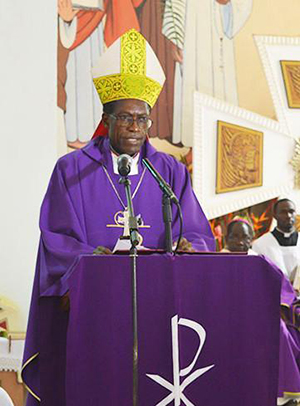
Jean-Marie Benoît Balla (1959–2017)

- Balla, Kurt (1923–1995), österreichischer Politiker (ÖVP), Landtagsabgeordneter im Burgenland
- Balla, Mario (1903–1964), italienischer Wasserballspieler
- Balla, Musaeb Abdulrahman (* 1989), katarischer Mittelstreckenläufer sudanesischer Herkunft
- Balla, Sokol (* 1973), albanischer Journalist, Autor, Schriftsteller und Politikanalyst
- Balla, Zsolt (* 1979), ungarisch-deutscher Rabbiner in Deutschland und Militärbundesrabbiner für die Bundeswehr
- Ballabene, Rudolf Raimund (1890–1968), österreichischer Maler, Bildhauer und Keramiker
- Ballabh, Janaki (1928–2022), indischer Sinologe und Übersetzer
- Ballabio, Andrea (* 1957), italienischer Humangenetiker
- Ballabio, Erwin (1918–2008), Schweizer Fussballspieler
- Ballabio, Francesco (1943–2004), Schweizer Offizier und Notar
- Ballabio, Fulvio (* 1954), italienischer Autorennfahrer
- Ballacci, Dino (1924–2013), italienischer Fußballspieler und -trainer
- Ballach, Jasmin (* 1996), deutsche Fußballspielerin
- Ballachey, Egerton L. (1908–1969), US-amerikanischer Psychologe und Hochschullehrer
- Ballack, Michael (* 1976), deutscher FußballspielerMichael Ballack (* 1976)

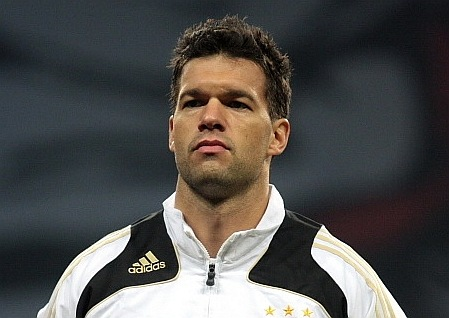
Michael Ballack (* 1976)

- Ballack, Simone (* 1976), deutsche Ex-Spielerfrau
- Ballado, Emilio (* 1916), mexikanischer Boxer
- Balladore Pallieri, Giorgio (1905–1980), italienischer Völkerrechtler, Präsident des Europäischen Gerichtshofs für Menschenrechte
- Balladur, Édouard (* 1929), französischer Politiker, Mitglied der Nationalversammlung und Premierminister
- Balladur, Jean (1924–2002), französischer Architekt
- Ballagas, Emilio (1908–1954), kubanischer Schriftsteller
- Ballage, Kalen (* 1995), US-amerikanischer American-Football-Spieler
- Ballah, Lennox Fitzroy (1929–2003), trinidadischer Jurist und vom 19. April 2002 bis zu seinem Tod Richter am Internationalen Seegerichtshof
- Ballaios, illyrischer Herrscher
- Ballal, Hamdan (* 1989), palästinensischer Filmemacher und AktivistHamdan Ballal (* 1989)

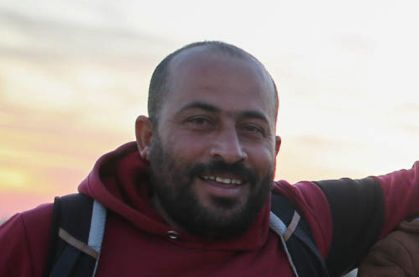
Hamdan Ballal (* 1989)

- Ballaman, Robert (1926–2011), Schweizer Fussballspieler
- Ballamy, Iain (* 1964), britischer Jazzsaxophonist
- Ballan, Alessandro (* 1979), italienischer Radrennfahrer
- Ballance, Alison (* 1961), neuseeländische Zoologin, Autorin, Naturschützerin, Tierfilmerin, Hörfunkmoderatorin und Wissenschaftsjournalistin
- Ballance, Charles Alfred (1856–1936), britischer Neurochirurg
- Ballance, Chris (* 1952), schottischer Politiker
- Ballance, Frank (1942–2019), US-amerikanischer Politiker
- Ballance, Gary (* 1989), simbabwischer Cricketspieler
- Ballance, John (1839–1893), irisch-neuseeländischer Politiker, 14. Premierminister von Neuseeland
- Ballance, Karyn (* 1973), neuseeländische Triathletin
- Ballance, Michael (1928–2006), britischer Epigraphiker und Klassischer Archäologe
- Ballanche, Pierre-Simon (1776–1847), französischer Buchdrucker, Philosoph und Schriftsteller
- Balland, Guy (* 1960), französischer Skilangläufer
- Balland, Hervé (* 1964), französischer Skilangläufer
- Balland, Jean (1934–1998), französischer katholischer Geistlicher, Erzbischof von Lyon und Kardinal
- Balland, Ludovic (* 1973), Schweizer Grafikdesigner
- Ballande, Hilarion (1820–1887), französischer Schauspieler, Dramatiker und Theaterdirektor
- Ballandella (1831–1863), australische Aborigines-Frau
- Ballanger, Félicia (* 1971), französische Radsportlerin
- Ballangrud, Ivar (1904–1969), norwegischer Eisschnellläufer
- Ballantine, Jason (* 1970), australischer Filmeditor
- Ballantine, Peter (1791–1883), Gründer von P. Ballantine & Sons
- Ballantyne, David (1924–1986), neuseeländischer Schriftsteller und Journalist
- Ballantyne, Frederick (1936–2020), vincentischer Generalgouverneur von St. Vincent und die Grenadinen
- Ballantyne, Horatio (1871–1956), britischer Chemiker und Manager
- Ballantyne, Iain (* 1963), britischer Autor
- Ballantyne, James R. (1813–1864), schottischer Orientalist
- Ballantyne, Orde (* 1962), vincentischer Leichtathlet
- Ballantyne, Pamenos (* 1973), vincentischer Marathonläufer
- Ballantyne, Paul (* 1982), kanadischer Eishockeyspieler
- Ballantyne, Robert Michael (1825–1894), schottischer Schriftsteller und Aquarellmaler
- Ballantyne, Zoe (* 1992), neuseeländische Sprinterin
- Ballard, Agnes (1877–1969), US-amerikanische Architektin und Pädagogin
- Ballard, Alimi (* 1977), US-amerikanischer SchauspielerAlimi Ballard (* 1977)

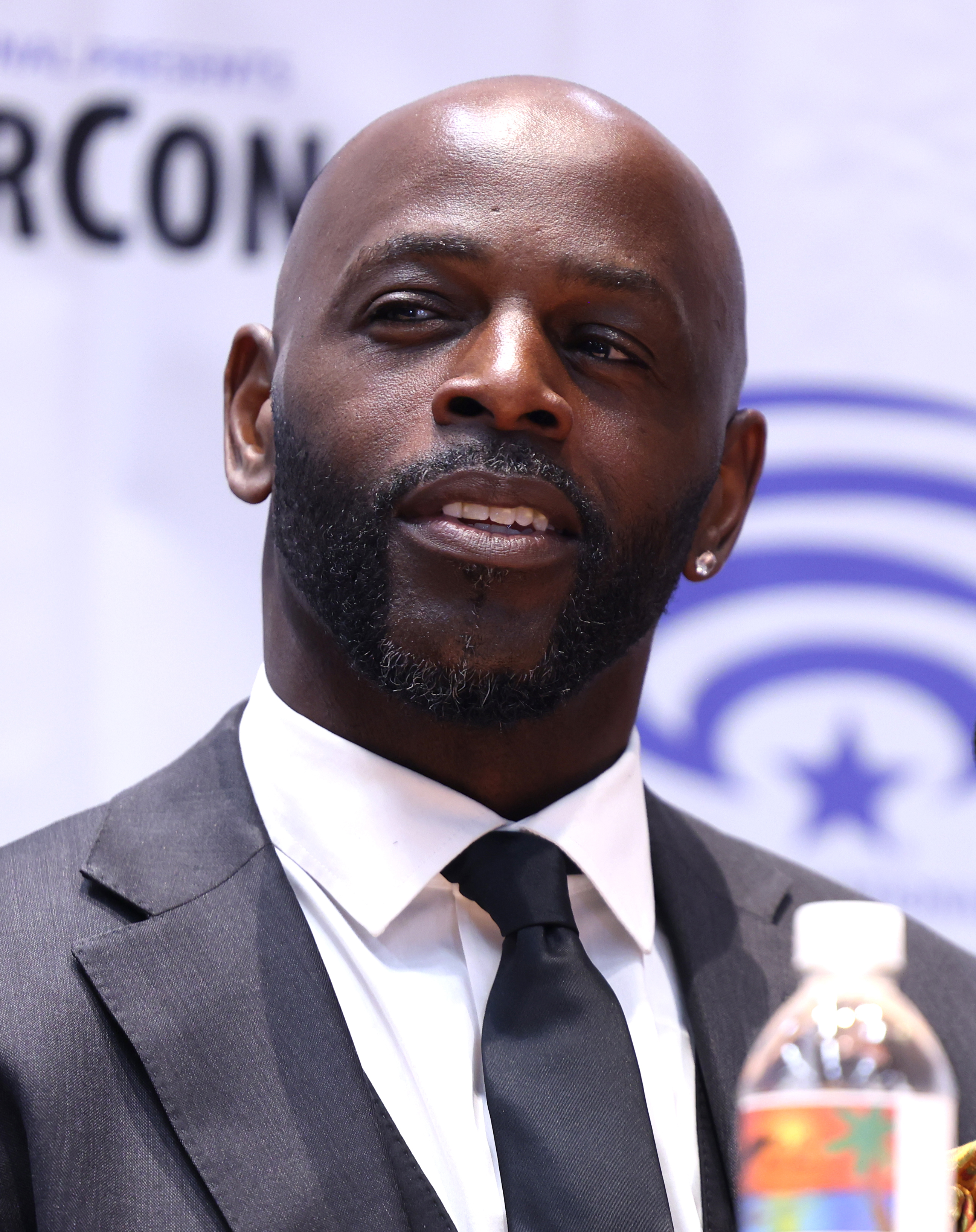
Alimi Ballard (* 1977)

- Ballard, Butch (1918–2011), US-amerikanischer Jazz-Schlagzeuger
- Ballard, Carroll (* 1937), US-amerikanischer Filmregisseur
- Ballard, Christophe (1641–1715), französischer Musikverleger
- Ballard, Daniel (* 1999), nordirischer Fußballspieler
- Ballard, David W. (1824–1883), US-amerikanischer Politiker
- Ballard, D’Mitrius (* 1993), US-amerikanischer Boxer im Mittelgewicht
- Ballard, Florence (1943–1976), US-amerikanische MusikerinFlorence Ballard (1943–1976)

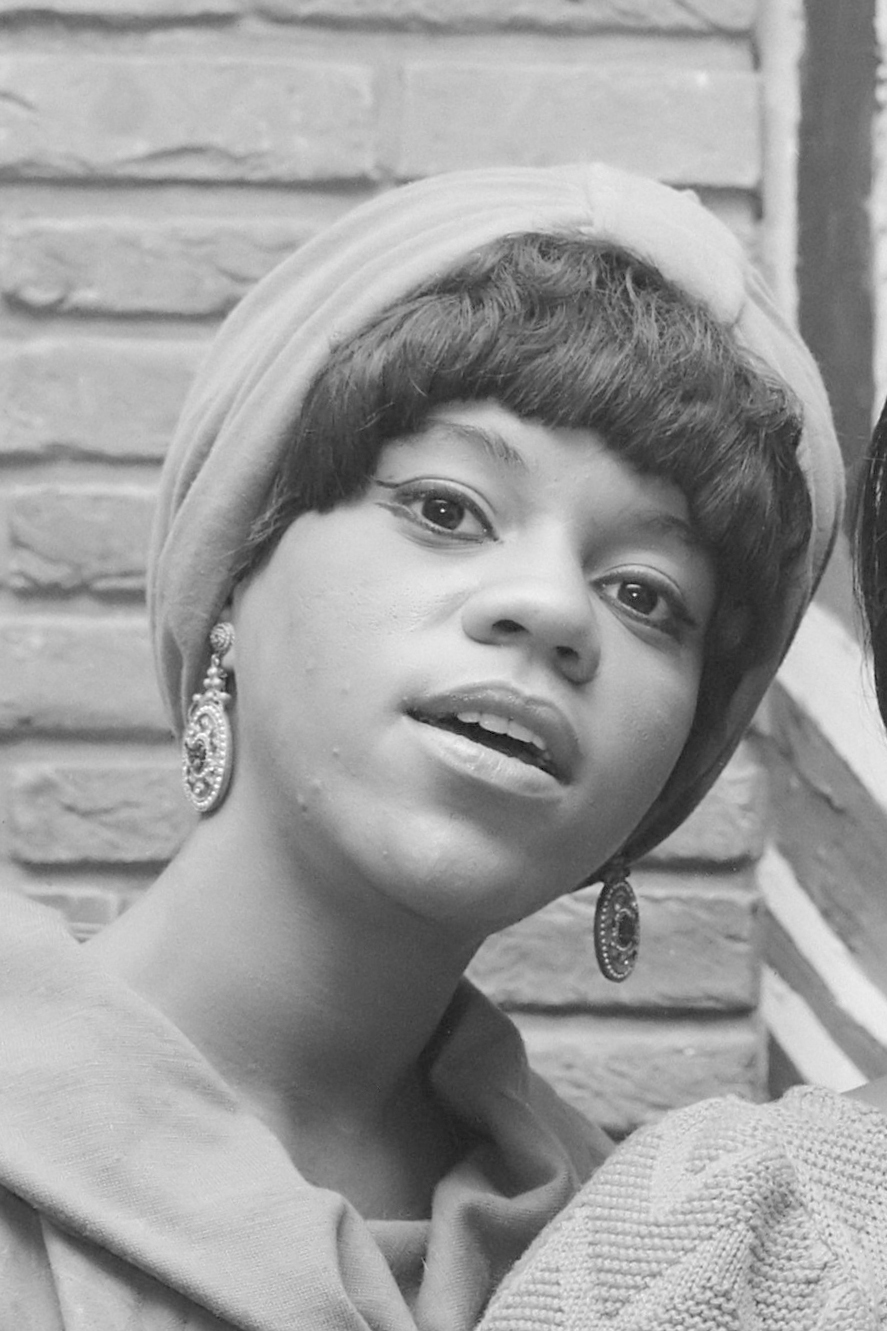
Florence Ballard (1943–1976)

- Ballard, Frank (1876–1902), englischer Fußballspieler
- Ballard, Frankie (* 1982), US-amerikanischer Countrysänger
- Ballard, Geoffrey (1932–2008), kanadischer Geophysiker und Geschäftsmann
- Ballard, George (1706–1755), englischer Schriftsteller, Historiker und Antiquar
- Ballard, Glen (* 1953), US-amerikanischer Musikproduzent
- Ballard, Hank (1927–2003), US-amerikanischer R&B- und Doo-Wop-Sänger
- Ballard, Horatio (1803–1879), US-amerikanischer Jurist und Politiker
- Ballard, James Graham (1930–2009), britischer Schriftsteller
- Ballard, Jamie, britischer Schauspieler und Synchronsprecher
- Ballard, Jeff (* 1963), amerikanischer Jazzschlagzeuger
- Ballard, Jeffrey (* 1987), kanadischer Schauspieler und Synchronsprecher
- Ballard, Jianna (* 1993), kanadische Schauspielerin
- Ballard, Joe N. (* 1942), US-amerikanischer Offizier, Generalleutnant der US-Army
- Ballard, John († 1586), englischer Jesuitenpriester, Drahtzieher der Babington-Verschwörung
- Ballard, Joshua J., kanadischer Schauspieler und Synchronsprecher
- Ballard, Keith (* 1982), US-amerikanischer Eishockeyspieler
- Ballard, Louis W. (1931–2007), US-amerikanischer Komponist
- Ballard, Lucien (1904–1988), US-amerikanischer Kameramann
- Ballard, Lucinda (1906–1993), US-amerikanische Kostümdesignerin
- Ballard, M. Russell (1928–2023), amerikanischer Kirchenführer, Apostel der Kirche Jesu Christi der Heiligen der Letzten Tage
- Ballard, Margarette (* 1866), US-amerikanische Tennisspielerin
- Ballard, Mark (* 1971), schottischer Politiker und Mitglied der Scottish Green Party
- Ballard, Robert († 1588), französischer Musikverleger
- Ballard, Robert, französischer Komponist und Lautenist
- Ballard, Robert (* 1942), US-amerikanischer UnterwasserarchäologeRobert Ballard (* 1942)

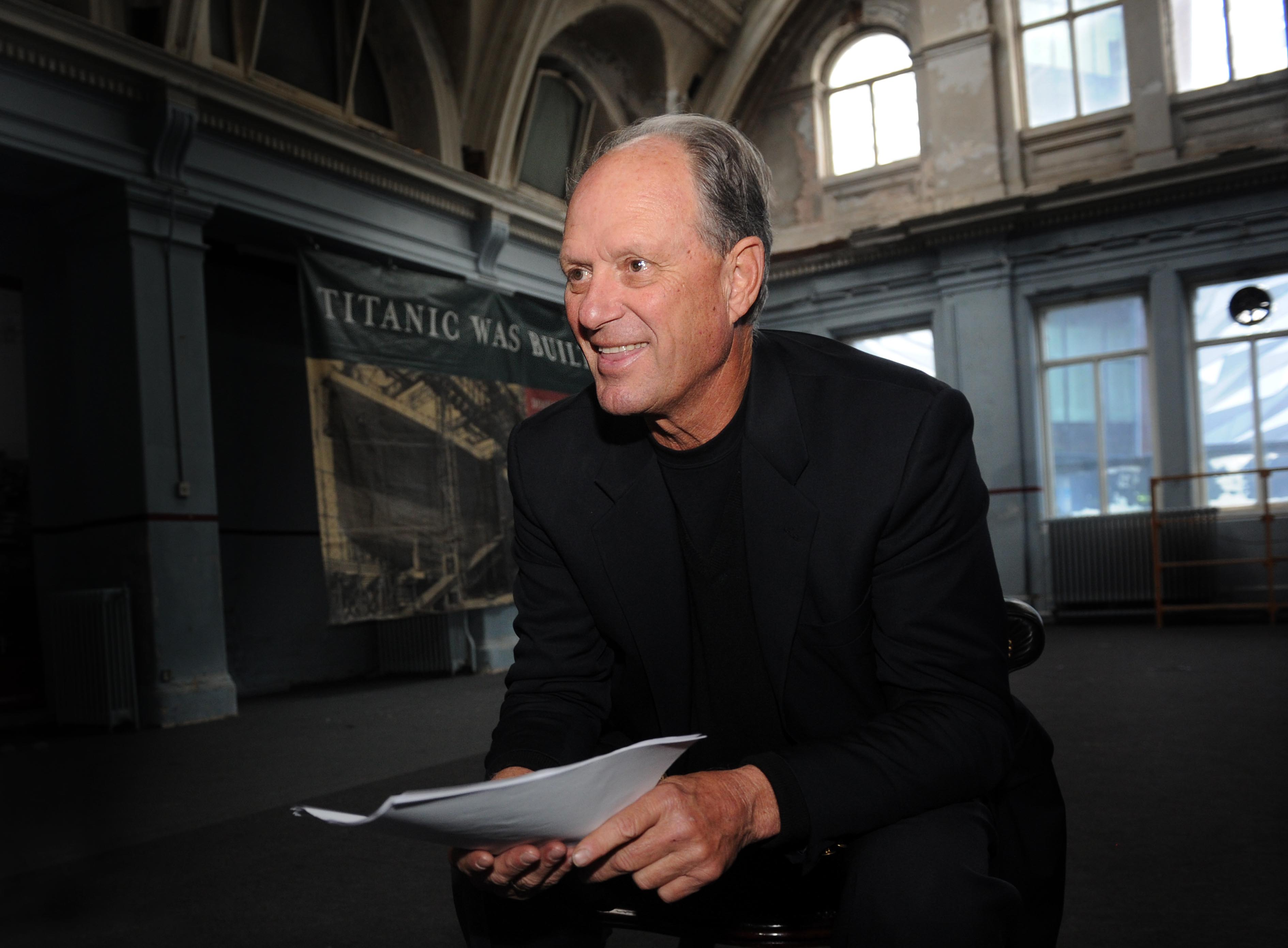
Robert Ballard (* 1942)

- Ballard, Russ (* 1945), britischer Rockmusiker, Komponist, Musikproduzent, Sänger und Gitarrist
- Ballard, S. Thruston (1855–1926), US-amerikanischer Politiker
- Ballard, William J. (1922–2006), US-amerikanischer Musikpädagoge, Chorleiter und Musikwissenschaftler
- Ballard, Willis Todhunter (1903–1980), US-amerikanischer Autor
- Ballardin, Fiorenzo (* 1948), italienischer Radrennfahrer
- Ballardini, Davide (* 1964), italienischer Fußballspieler und -trainer
- Ballardini, Gaetano (1878–1953), italienischer Archivar, Jurist und Kunsthistoriker
- Ballardini, Renato (1927–2025), italienischer Politiker
- Ballarin, Aldo (1922–1949), italienischer Fußballspieler
- Ballarin, Dino (1923–1949), italienischer Fußballspieler
- Ballarin, Hans-Georg (1906–1986), deutscher Jurist und Hochschullehrer
- Ballarin, Lotte (1919–2016), deutsche Grafikerin
- Ballarin, Werner (1935–2009), deutscher Kunsthistoriker
- Ballarini, Francesco, italienischer Chorherr, Protonotar und Erzpriester
- Ballart, Daniel (* 1973), spanischer Wasserballspieler
- Ballas, Florian (* 1993), deutscher FußballspielerFlorian Ballas (* 1993)

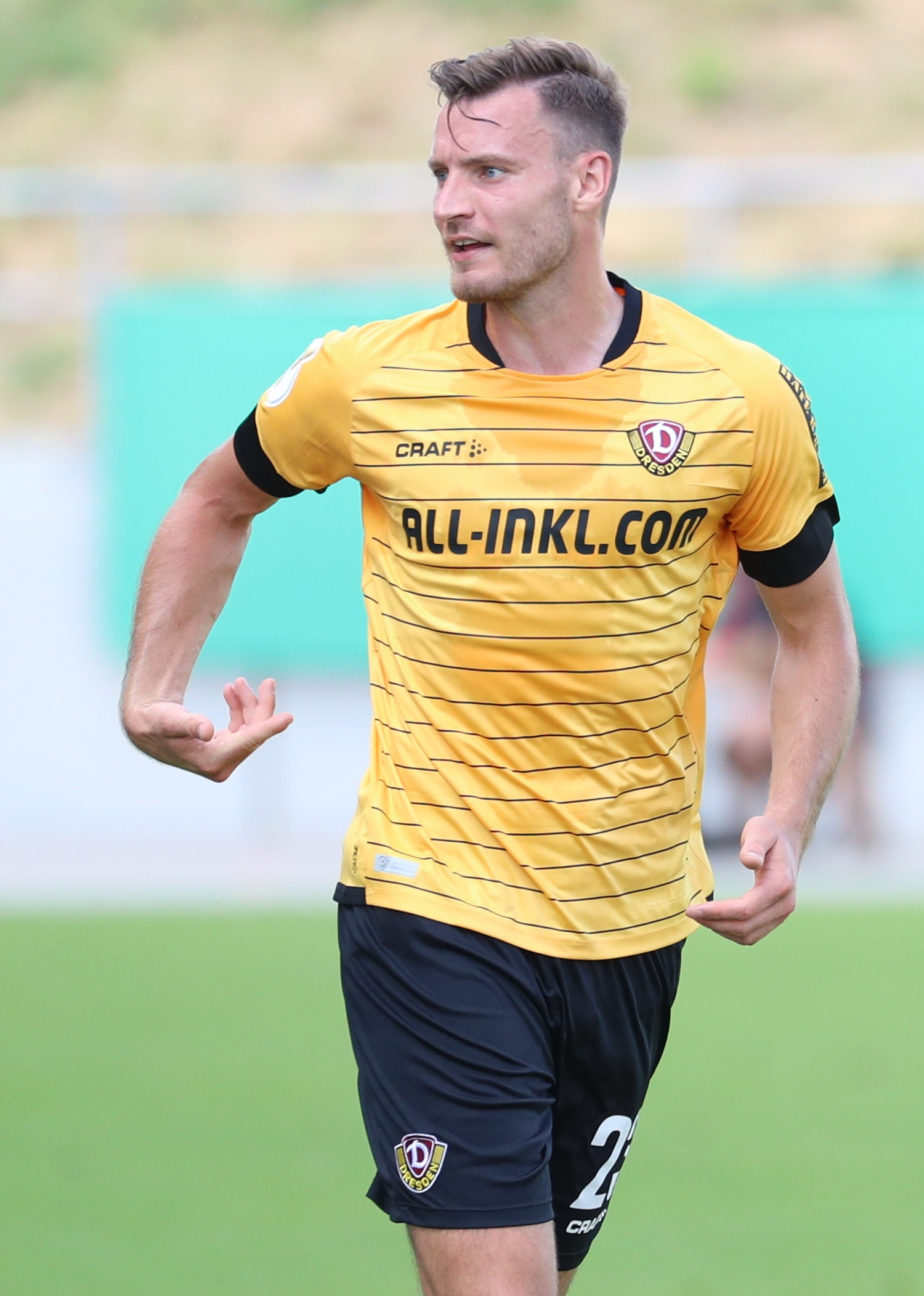
Florian Ballas (* 1993)

- Ballas, Gustavo (* 1958), argentinischer Boxer im Superfliegengewicht
- Ballas, Walter (1887–1969), deutscher Industriejurist
- Ballasko, Viktoria von (1909–1976), österreichische Filmschauspielerin
- Ballast, Thomas (* 1962), deutscher Krankenkassenmanager
- Ballauf, Mia-Sophie (* 2007), deutsche Kinderdarstellerin
- Ballauff, Peter (* 1963), deutscher Tennisspieler
- Ballauff, Theodor (1911–1995), deutscher Pädagoge
- Ballauff, Werner (1890–1973), deutscher Offizier, Politiker (NSDAP), SS-Brigadeführer, MdRWerner Ballauff (1890–1973)

Werner Ballauff (1890–1973)

- Ballavoine, Jules-Frédéric (1842–1914), französischer Porträt-, Akt- und Genremaler
- Ballay, Jean-François (* 1958), französischer Wissensmanager und Gewerkschafter

### Ballb
- Ballbè, Bibiana (* 1977), spanische Fernseh-Moderatorin
- Ballbé, Ermengol Gassiot (* 1972), katalanischer Archäologe
- Ballbé, José Carlos (* 1985), spanischer Hockeyspieler und Priester

### Balld
- Balldini, Barbara (* 1964), österreichische Kabarettistin und Autorin

### Balle
- Balle, schwedischer Runenmeister
- Balle, Frederik (1871–1939), grönländisch-dänischer Missionar, Pastor, Propst, Hochschulleiter, Übersetzer und Autor
- Balle, Grete (* 1926), dänische Malerin und Textilkünstlerin
- Balle, Hermann (* 1937), deutscher Zeitungsverleger
- Balle, Holger (1917–2010), dänisch-grönländischer Pastor und Propst
- Balle, Knud (1877–1928), grönländisch-dänischer Pastor und Propst
- Balle, Martin (* 1963), deutscher Verleger
- Balle, Mogens (1921–1988), dänischer Maler und Mitglied der Künstlervereinigung CoBrA
- Balle, Nicolai Edinger (1744–1816), dänischer lutherischer Theologe und Bischof
- Balle, Nikolaj Edinger (1839–1900), dänischer Missionar in Grönland und Hochschulleiter
- Balle, Solvej (* 1962), dänische SchriftstellerinSolvej Balle (* 1962)

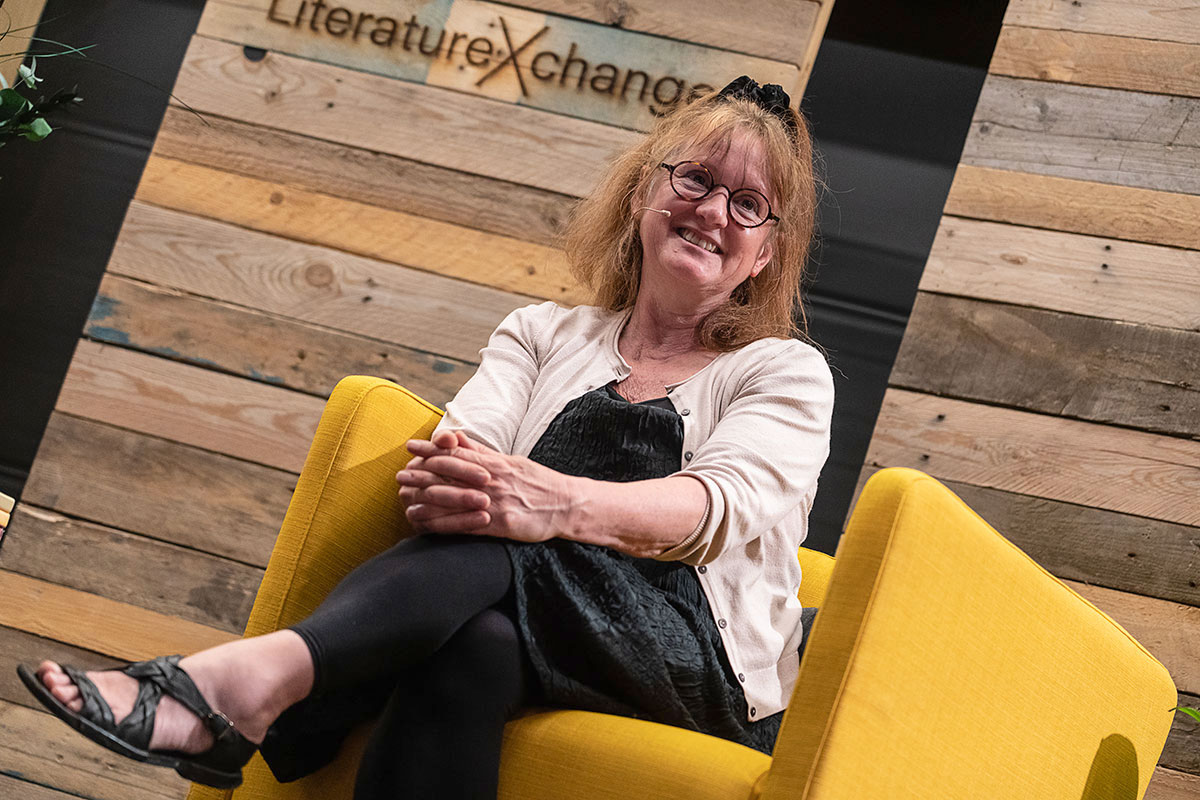
Solvej Balle (* 1962)

- Balle, Søren (* 1978), dänischer Filmregisseur und Drehbuchautor
- Balle, Theo (1925–2015), deutscher Politiker (CDU), MdL
- Ballefín, Raúl (1923–2013), uruguayischer Journalist Basketballspieler und Trainer
- Ballehr, Dietrich (1873–1959), deutscher Kapitän
- Balleis, Kristina (* 1968), deutsche Juristin
- Balleis, Peter (* 1957), deutscher Jesuit, Direktor des Jesuiten-Flüchtlingsdienstes
- Balleis, Siegfried (* 1953), deutscher Politiker (CSU), Oberbürgermeister von ErlangenSiegfried Balleis (* 1953)

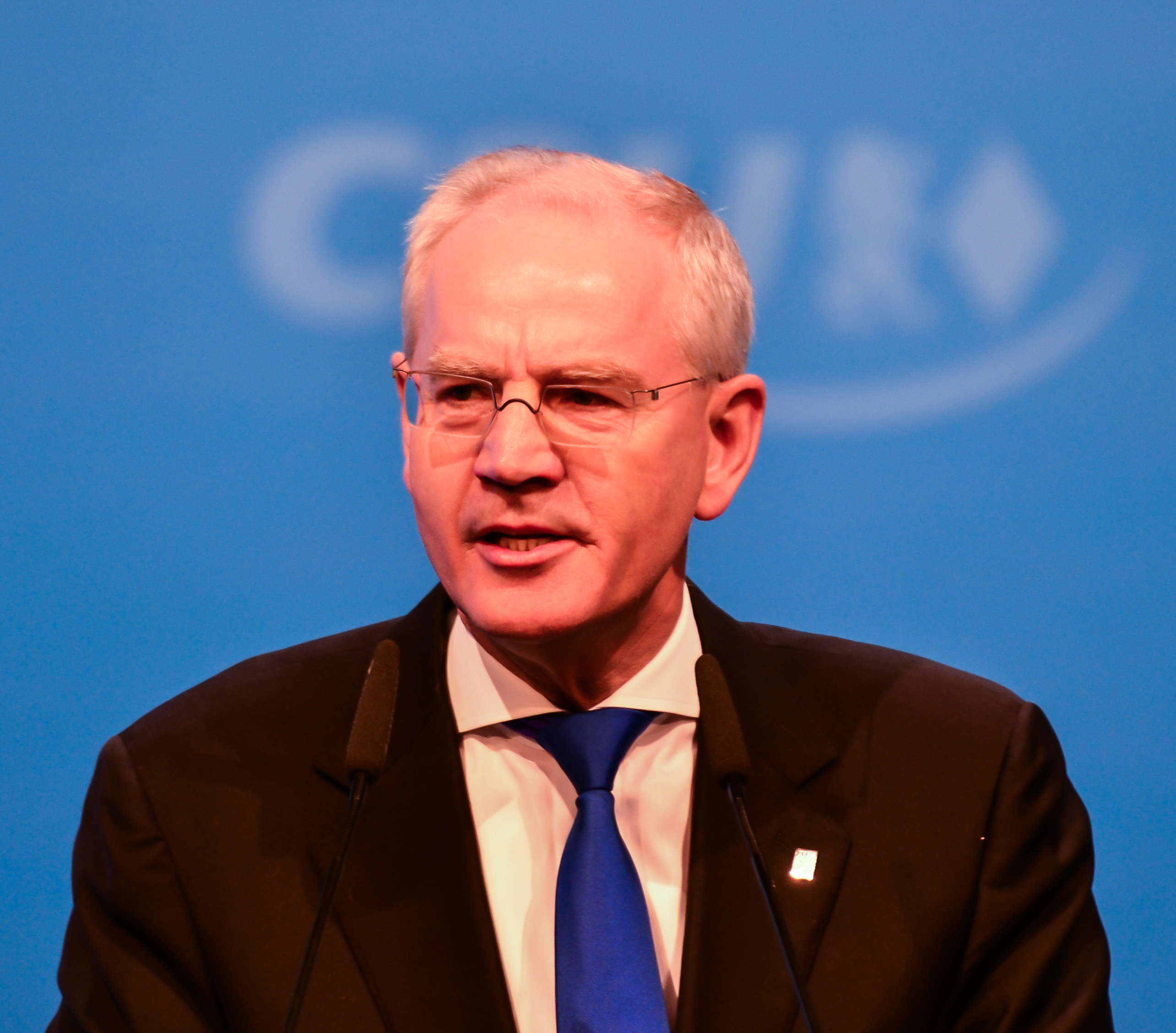
Siegfried Balleis (* 1953)

- Ballek, Ladislav (1941–2014), slowakischer Schriftsteller, Politiker und Diplomat
- Ballen, Roger (* 1950), US-amerikanischer Fotograf
- Ballenberger, Karl (1801–1860), deutscher Historienmaler
- Ballenberger, Timon (* 1992), deutscher Schauspieler
- Ballendat, Erich (* 1908), deutscher Fußballspieler
- Ballenger, Cass (1926–2015), US-amerikanischer Politiker
- Ballensiefen, Heinz (1912–1979), deutscher Historiker und nationalsozialistischer Funktionär
- Ballensiefen, Jakob (1896–1972), deutscher Politiker (Zentrum, CDU), MdL
- Ballenstedt, Adam (1880–1942), polnischer Architekt
- Ballenstedt, Julian (1881–1958), deutscher Architekt und Filmarchitekt beim Stummfilm
- Ballentine, Ella (* 2001), kanadische Schauspielerin
- Ballentine, John Goff (1825–1915), US-amerikanischer Politiker
- Ballentine, Lynton Y. (1899–1964), US-amerikanischer Politiker
- Ballentyne, Brooke (* 1982), US-amerikanische Pornodarstellerin
- Balleny, John (1770–1842), englischer Seefahrer und Polarforscher
- Baller, Adolph (1909–1994), österreichisch-amerikanischer Pianist
- Baller, Curt (1880–1966), deutscher Jurist, Kommunalpolitiker und preußischer Verwaltungsbeamter
- Baller, Hellmuth (* 1897), Präsident des Gauarbeitsamtes Westfalen-Süd
- Baller, Hinrich (1936–2025), deutscher ArchitektHinrich Baller (1936–2025)

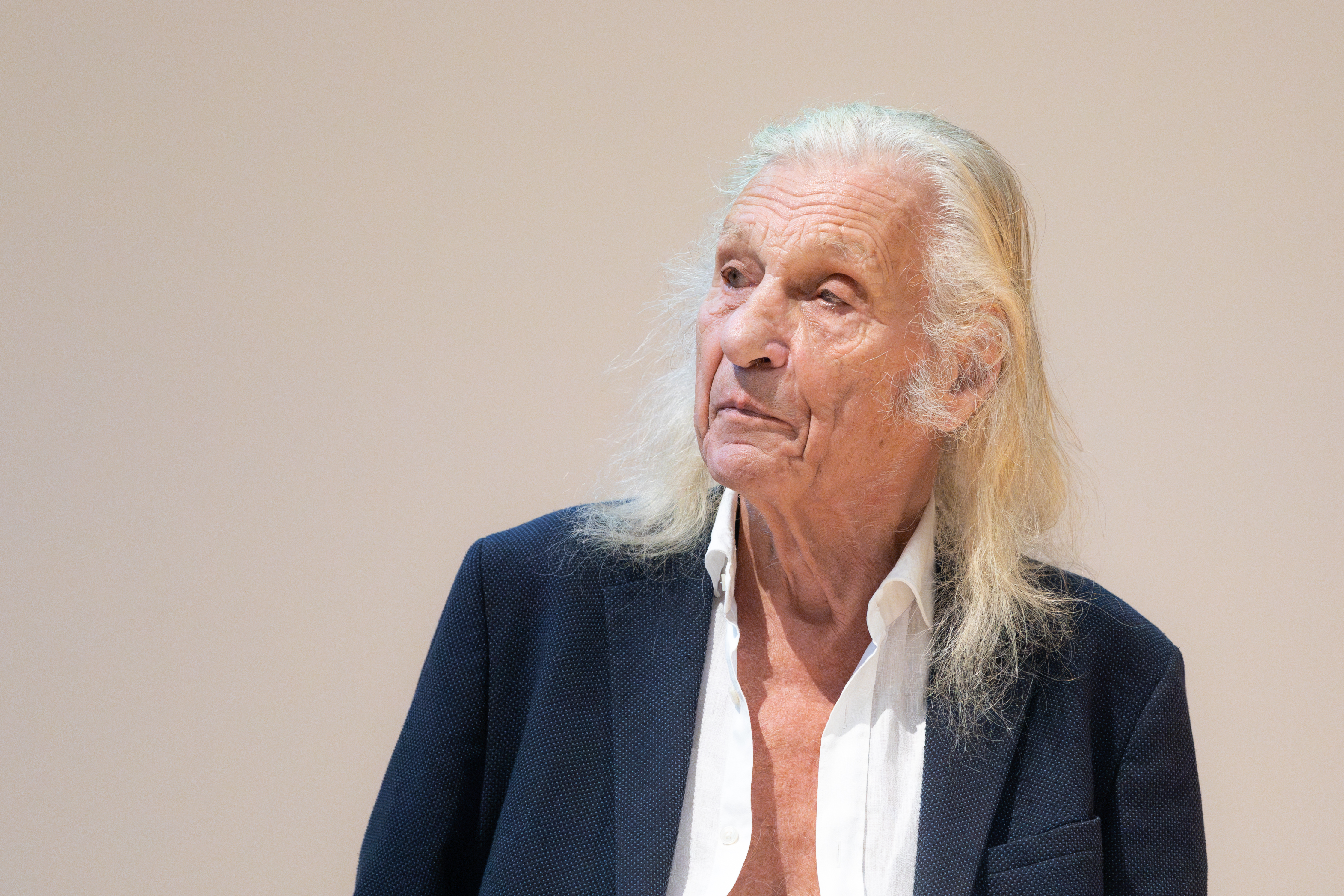
Hinrich Baller (1936–2025)

- Baller, Inken (* 1942), deutsche Architektin
- Baller, Kurt (1947–2020), deutscher Autor, Historiker und Journalist
- Baller, Susann, deutsche Historikerin und Afrikawissenschaftlerin
- Balleret, Benjamin (* 1983), monegassischer Tennisspieler
- Balleri, David (* 1969), italienischer Fußballspieler
- Balleri, Mario (1902–1962), italienischer Ruderer
- Ballerin, Andrea (* 1989), italienischer Skirennläufer
- Ballerini, Davide (* 1994), italienischer Radrennfahrer
- Ballerini, Edoardo (* 1970), italienisch-US-amerikanischer Schauspieler, Drehbuchautor, Filmregisseur und Filmproduzent
- Ballerini, Franco (1964–2010), italienischer Radrennfahrer
- Ballerini, Girolamo (1701–1781), italienischer Gelehrter
- Ballerini, Kelsea (* 1993), US-amerikanische Country-Pop-SängerinKelsea Ballerini (* 1993)

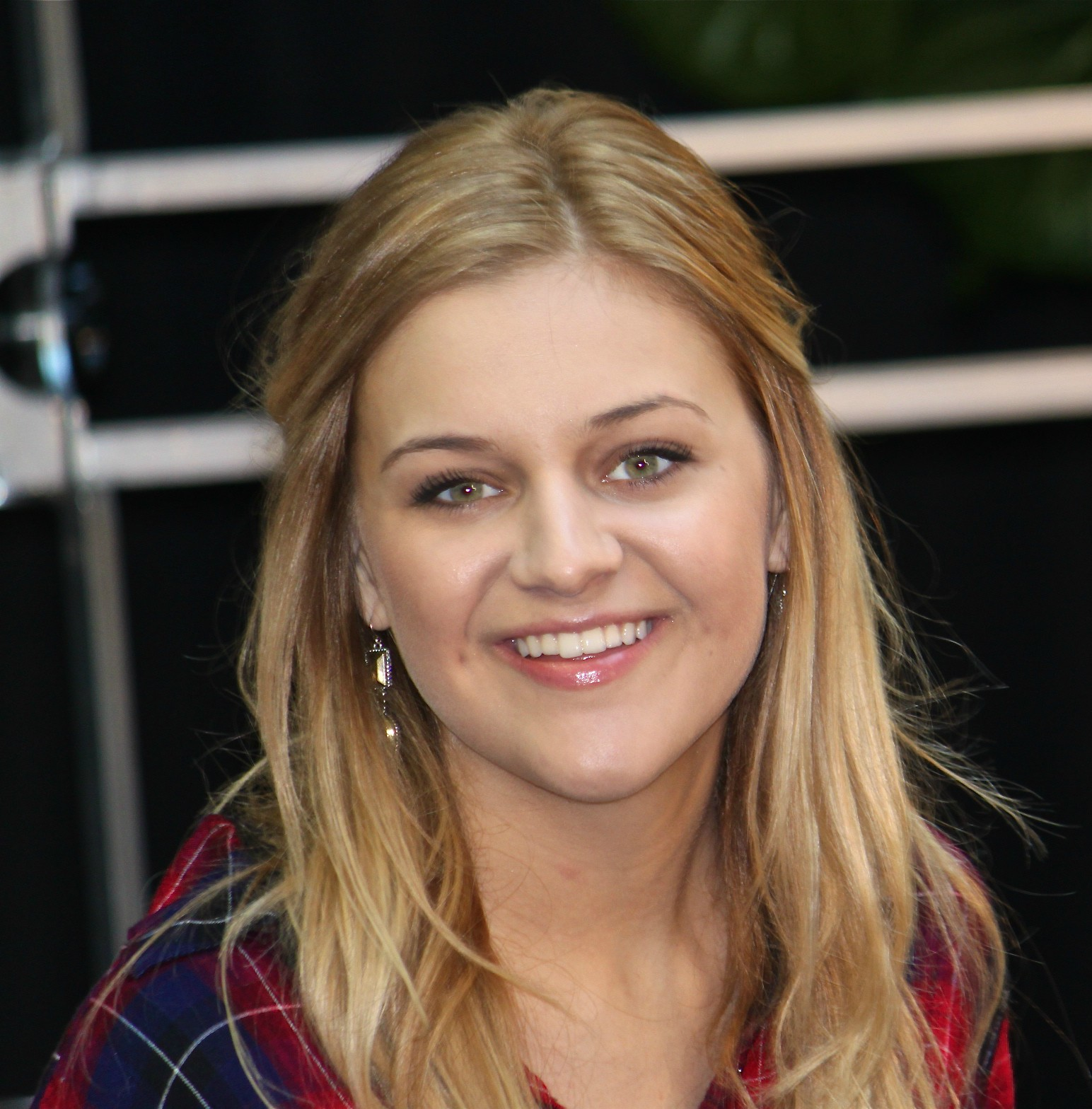
Kelsea Ballerini (* 1993)

- Ballerini, Paolo Angelo (1814–1897), italienischer Geistlicher, Erzbischof von Mailand, Patriarch von Alexandrien
- Ballerini, Piero (1901–1955), italienischer Filmregisseur und Drehbuchautor
- Ballerini, Pietro (1698–1769), italienischer Gelehrter
- Ballerini, Renato (1877–1954), italienischer Maler, Bildhauer, Illustrator und Journalist
- Ballerino, Mike (1901–1965), US-amerikanischer Boxer
- Balleroy, Albert de (1828–1872), französischer Maler
- Ballerstädt, Richard (1873–1953), deutscher Politiker (SPD), MdHB
- Ballerstaedt, Franz (1909–2001), deutscher Verwaltungsjurist
- Ballerstaller, Josef, deutscher Fernsehredakteur und Producer
- Ballerstedt, Kurt (1905–1977), deutscher Jurist
- Ballerstedt, Maurice (* 2001), deutscher Radrennfahrer
- Ballerstedt, Max (1857–1945), deutscher Lehrer und Paläontologe
- Ballerstedt, Otto (1887–1934), deutscher Ingenieur, Schriftsteller und Politiker
- Ballerstedt, Siegfried (* 1937), deutscher Wasserballspieler
- Balles, Richard (1885–1950), deutscher Verwaltungsjurist
- Balles, Rudolf (1916–2010), deutscher Kommunalpolitiker, Landrat des Landkreises Lohr am Main (1958–1972)
- Balles, Willi (1909–2000), deutscher Sportler
- Ballesdens, Jean (1595–1675), französischer Jurist und Bibliophiler
- Ballesio, Francesco (1860–1923), italienischer Maler
- Ballesta, Salva (* 1975), spanischer Fußballspieler
- Ballestar, Vicenç Badalona (1929–2014), spanischer Maler
- Ballesté, Laia (* 1999), spanisch-schweizerische Fussballspielerin
- Ballester, José Luis (* 1968), spanischer Segler
- Ballester, Manuela (1908–1994), spanische Künstlerin, Feministin und Kommunistin
- Ballester, Pierre (* 1959), französischer Sportjournalist
- Ballesteros, Carlos (1935–2011), spanischer Schauspieler und Theaterregisseur
- Ballesteros, Chasty (* 1981), kanadische SchauspielerinChasty Ballesteros (* 1981)

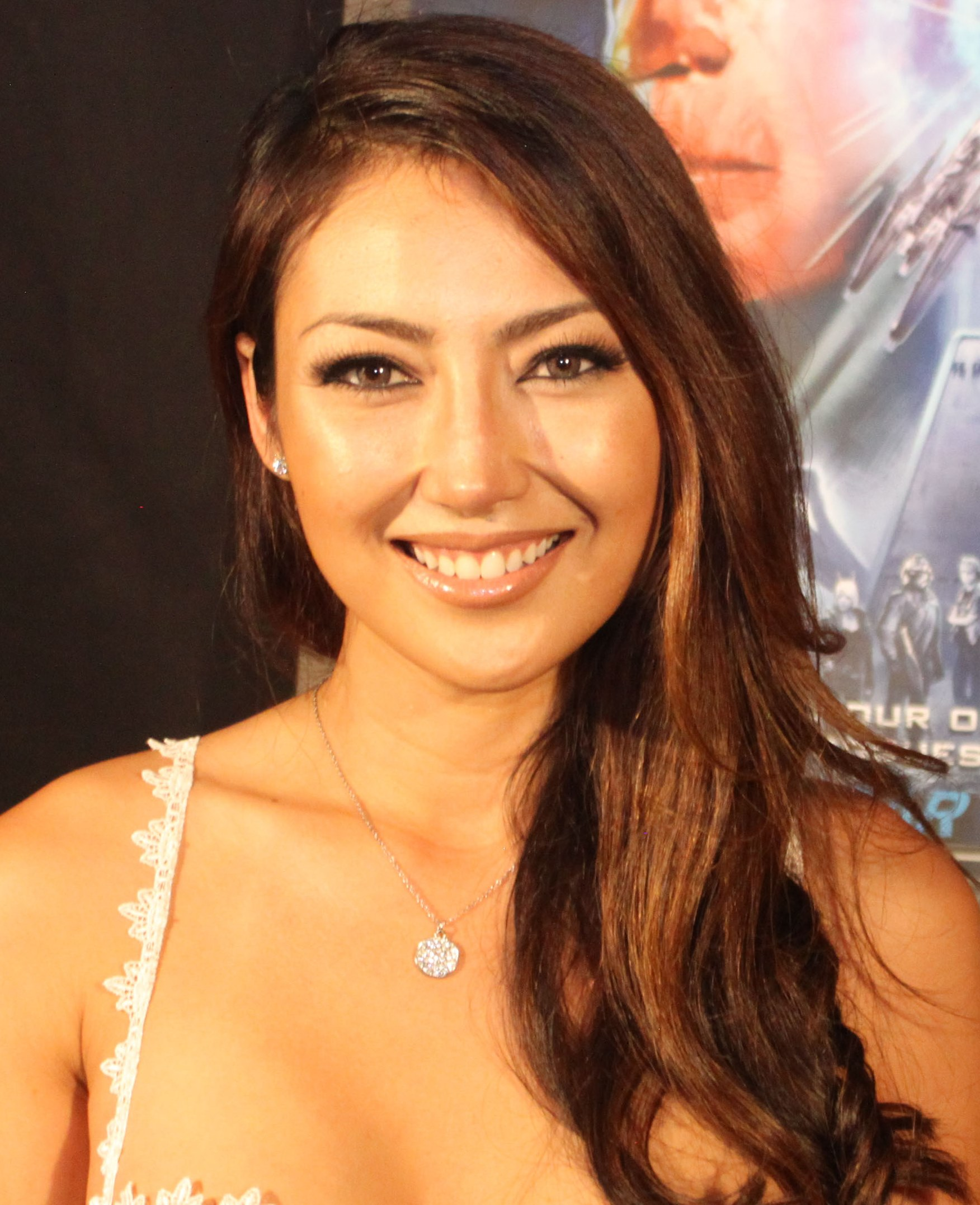
Chasty Ballesteros (* 1981)

- Ballesteros, Francisco (1770–1832), spanischer General
- Ballesteros, Humberto Horacio (1944–2024), argentinischer Fußballtorhüter
- Ballesteros, Mario, mexikanischer Fußballspieler
- Ballesteros, Severiano (1957–2011), spanischer GolferSeveriano Ballesteros (1957–2011)

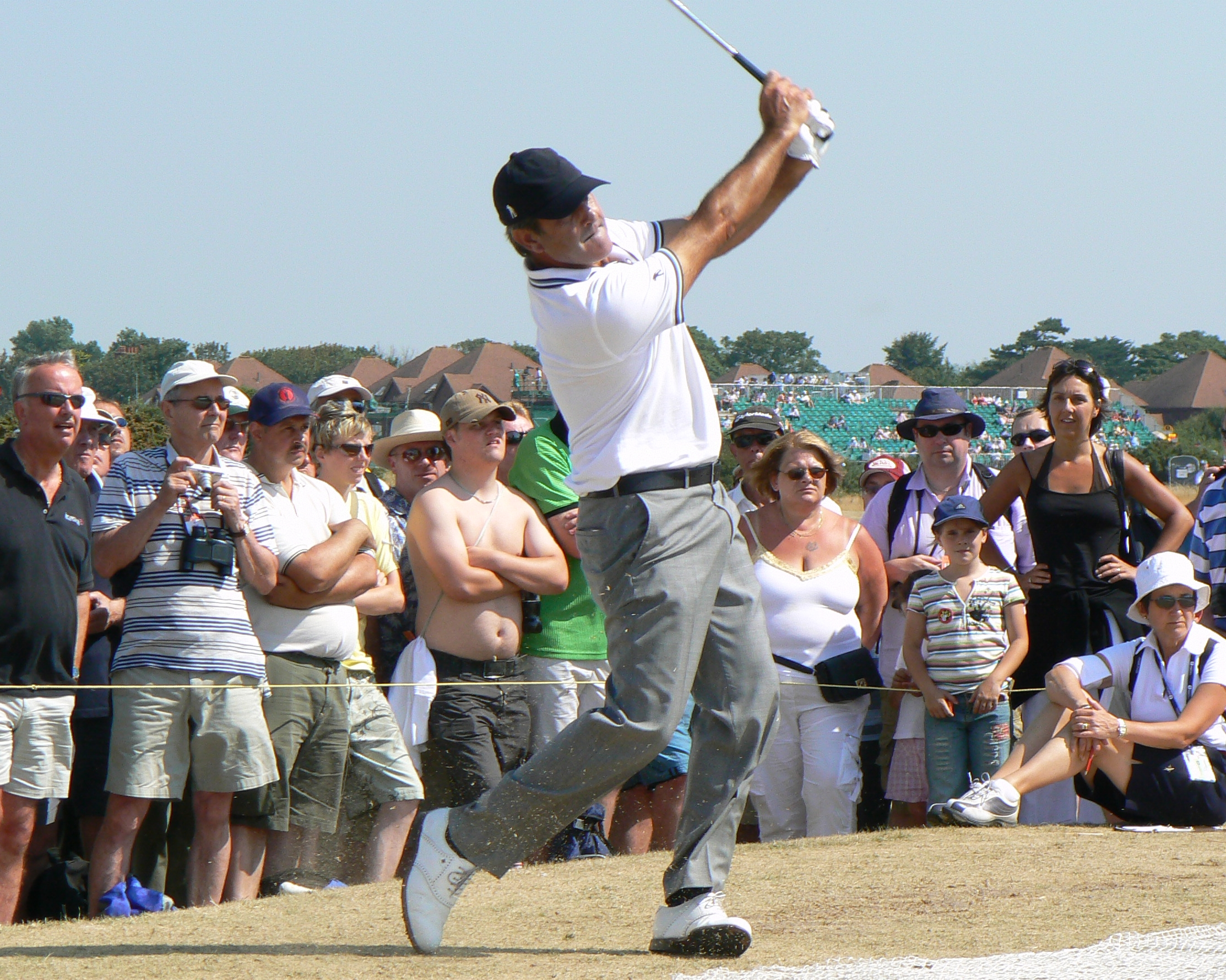
Severiano Ballesteros (1957–2011)

- Ballestrazzi, Mireille (* 1954), französische Polizistin, Präsidentin der Interpol
- Ballestrem, Alexander von (1806–1881), deutscher Rittergutsbesitzer und Parlamentarier
- Ballestrem, Carl Franz von (1750–1822), Majoratsbesitzer und Unternehmer
- Ballestrem, Carl Ludwig von (1755–1829), deutscher Majoratsherr und Montanindustrieller
- Ballestrem, Carl Wolfgang von (1801–1879), deutscher Majoratsherr und Industrieller
- Ballestrem, Carl Wolfgang von (1903–1994), deutscher Adeliger, Unternehmer, Malteserritter und Großhospitalier
- Ballestrem, Franz von (1834–1910), deutscher Politiker, MdR und Industrieller
- Ballestrem, Johannes von (* 1990), deutscher Jazzmusiker (Piano, Komposition)
- Ballestrem, Karl Graf (1939–2007), deutscher Politikwissenschaftler, Philosoph
- Ballestrem, Lagi von (1909–1955), deutsche Widerstandskämpferin, Mitglied des Solf-Kreises und Tochter von Hanna Solf
- Ballestrem, Nikolaus von (1900–1945), deutscher Adeliger, Industrieller und Politiker (Zentrum)
- Ballestrem, Valentin von (1860–1920), deutscher Adeliger, Industrieller und Politiker (Zentrum)
- Ballestrero, Anastasio Alberto (1913–1998), italienischer Ordensgeistlicher, Kardinal der römisch-katholischen Kirche und Erzbischof von Turin
- Ballestrero, Enrique (1905–1969), uruguayischer Fußballtorwart
- Ballestrero, Massimo (* 1901), italienischer Ruderer
- Ballet, Samuel (* 2001), Schweizer Fussballspieler
- Ballet-Baz, Coline (* 1992), französische Freestyle-Skierin
- Balletti, Antonio Stefano († 1789), italienisch-französischer Schauspieler und Tänzer
- Balletti, Elio († 1995), italienischer Szenenbildner
- Balletti, Manon (1740–1776), französische Schauspielerin
- Balletti, Silvia (1701–1758), Schauspielerin
- Balletto, Nick, US-amerikanischer Politiker (Demokratische Partei)
- Ballew, Joseph H. (1886–1972), US-amerikanischer Politiker
- Ballew, Smith (1902–1984), US-amerikanischer Jazzsänger, Orchesterleiter und Schauspieler
- Ballewski, Albert (1843–1909), deutscher Ingenieur
- Balley, Fatoumata (* 1997), guineeische Hochspringerin

### Ballh
- Ballhaus, Bettie (* 1978), deutsche Fernsehmoderatorin und Nacktmodell
- Ballhaus, Carl (1905–1968), deutscher Film- und Fernsehschauspieler, Drehbuchautor und RegisseurCarl Ballhaus (1905–1968)

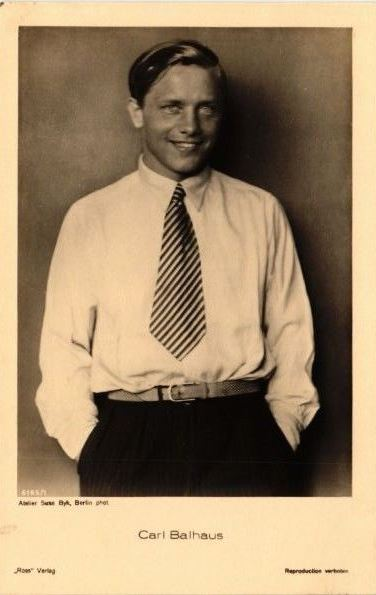
Carl Ballhaus (1905–1968)

- Ballhaus, Christian (* 1944), deutscher Schauspieler
- Ballhaus, Edmund (* 1954), deutscher Kulturwissenschaftler, Filmemacher und Sachbuchautor
- Ballhaus, Florian (* 1965), deutscher Kameramann
- Ballhaus, Hanna (* 1982), deutsche Basketballtrainerin
- Ballhaus, Helga (1935–2006), deutsche Schauspielerin und Szenenbildnerin
- Ballhaus, Mascha (* 2000), deutsche Judoka
- Ballhaus, Michael (1935–2017), deutscher KameramannMichael Ballhaus (1935–2017)

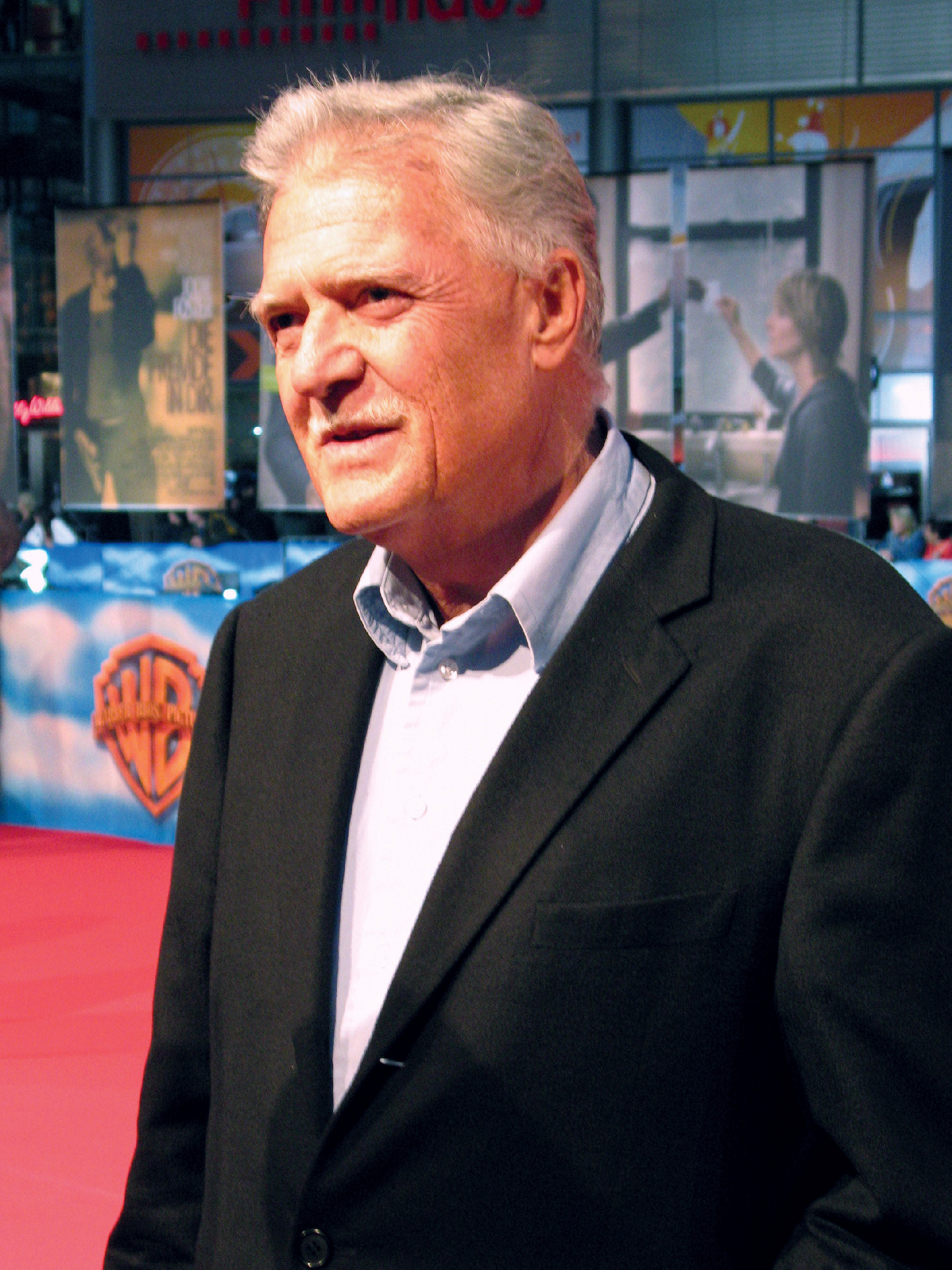
Michael Ballhaus (1935–2017)

- Ballhaus, Norbert (* 1955), deutscher Politiker (SPD), Bürgermeister von Moers
- Ballhaus, Oskar (1908–1972), deutscher Theaterintendant, Regisseur und Schauspieler
- Ballhaus, Seija (* 2000), deutsche Judoka
- Ballhaus, Verena (* 1951), deutsche Kinderbuch-Illustratorin
- Ballhaus, Werner (1920–1993), deutscher Jurist
- Ballhause, Walter (1911–1991), deutscher Fotograf
- Ballhausen, Günther (1912–1992), deutscher Journalist und Theaterregisseur
- Ballhausen, Hans (1894–1980), deutscher Pädagoge, Verlagslektor und Herausgeber
- Ballhausen, Henning (* 1998), deutscher Basketballspieler
- Ballhausen, Thomas (* 1975), österreichischer Schriftsteller sowie Literatur- und Filmwissenschaftler
- Ballhausen, Werner (* 1947), deutscher Jurist und Staatssekretär
- Ballheimer, Georg Heinrich (1796–1874), deutscher Schlachter und Abgeordneter der Bürgerschaft
- Ballheimer, Rudolph (1852–1928), deutscher Gymnasiallehrer
- Ballhorn, Bärbel (* 1941), deutsche Politikerin (SPD), MdL
- Ballhorn, Carl Friedrich (1732–1813), preußischer evangelischer Geistlicher, Jurist und Beamter
- Ballhorn, Carl Friedrich der Jüngere (1769–1844), preußischer Jurist und Beamter
- Ballhorn, Egbert (* 1967), deutscher römisch-katholischer Theologe
- Ballhorn, Franz (1908–1979), deutscher Kommunalpolitiker, Funktionär des Verbands Deutsche Jugendkraft
- Ballhorn, Georg Friedrich (1770–1805), deutscher Hofmedikus und Impfpionier
- Ballhorn, Julius Eduard (1825–1882), preußischer Jurist, Regierungsbeamter und Präsident der Kirchenprovinzen Ost- und Westpreußen
- Ballhorn, Ludwig Wilhelm (1730–1777), deutscher lutherischer Geistlicher, Gymnasialdirektor, Oberpfarrer und Superintendent sowie Autor
- Ballhorn-Rosen, Friedrich Ernst (1774–1855), deutscher Jurist und lippischer Kanzler

### Balli
- Balli, Daniele (* 1967), italienischer Fußballtorhüter
- Balli, Emilio (1855–1934), Schweizer Politiker, Tessiner Grossrat, Naturwissenschaftler und Museumsdirektor
- Balli, Federico (1854–1889), Schweizer Politiker, Publizist, Tessiner Grossrat und Wohltäter
- Balli, Francesco (1852–1924), Schweizer Politiker, Tessiner Grossrat, Ständerat und Nationalrat
- Balli, Valentino Alessandro (1796–1863), Schweizer Politiker
- Ballier, Günther (1900–1980), deutscher Film- und Theaterschauspieler und Synchronsprecher
- Balliet, Stephan (* 1992), deutscher Rechtsextremist
- Balliett, Blue (* 1955), US-amerikanische Schriftstellerin
- Balliett, Whitney (1926–2007), US-amerikanischer Jazzkritiker
- Ballif, Christophe (* 1969), Schweizer Physiker und Hochschullehrer
- Ballif, Claude (1924–2004), französischer Komponist
- Ballin, Albert (1857–1918), deutscher Reeder und eine der bedeutendsten jüdischen Persönlichkeiten in der Zeit des deutschen KaiserreichesAlbert Ballin (1857–1918)

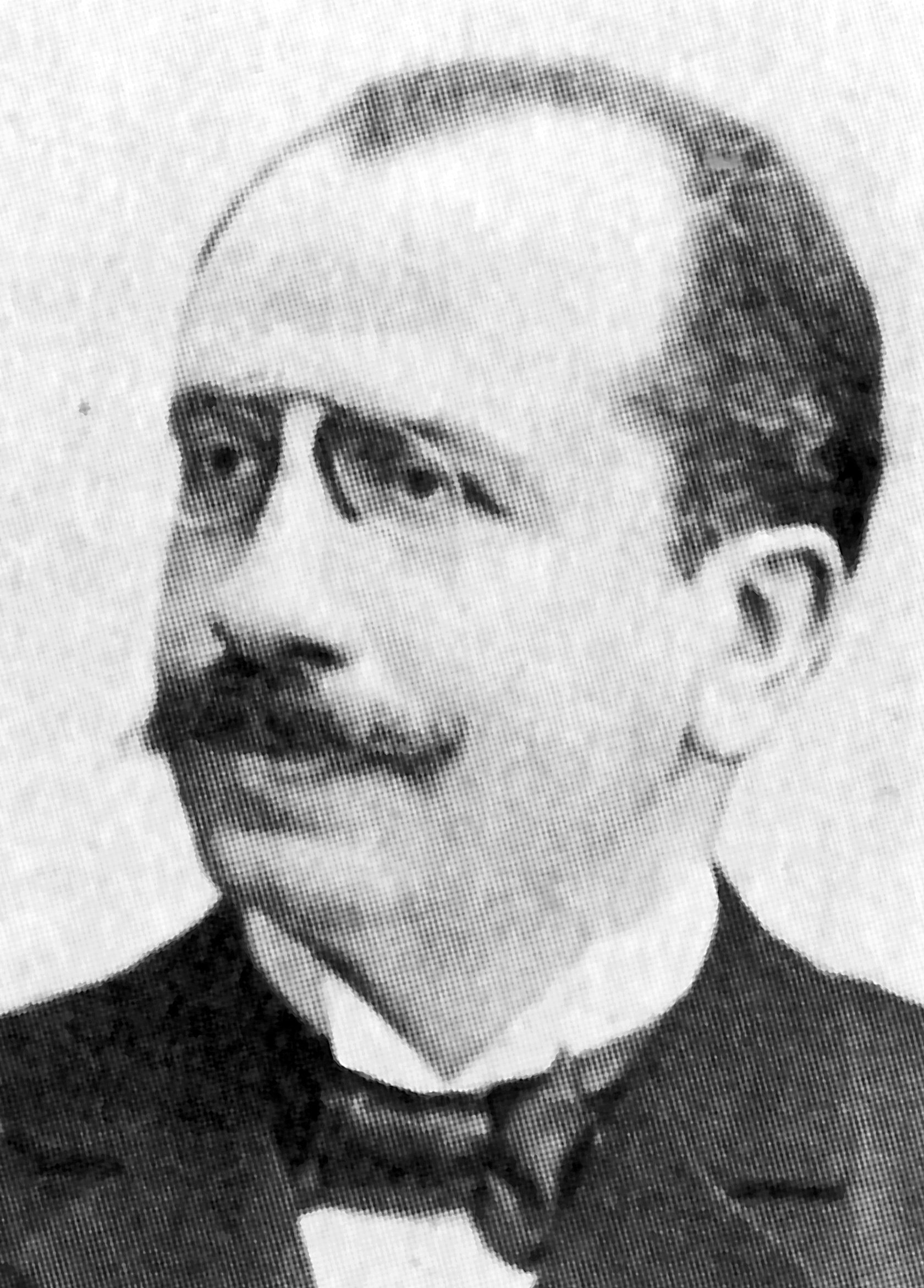
Albert Ballin (1857–1918)

- Ballin, Arthur (* 1882), deutscher kaufmännischer Angestellter und Politiker, MdHB
- Ballin, Camillo (1944–2020), italienischer Ordensgeistlicher, apostolischer Vikar des nördlichen Arabien
- Ballin, Fritz (1879–1939), deutscher Jurist und Konsul
- Ballin, Gottfried (1914–1943), deutscher Widerständler gegen den Nationalsozialismus
- Ballin, Gottschalk Josef (1789–1876), deutscher Bankier
- Ballin, Hans (1887–1942), deutscher Kaufmann und Opfer des Holocaust
- Ballin, Hugo (1879–1956), US-amerikanischer Maler, Wandmaler, Schriftsteller und Filmregisseur
- Ballin, Rainer (1959–2022), deutscher Journalist und Radiomoderator
- Ballin, Robert (1872–1960), deutscher Möbelfabrikant
- Ballina, José Ramón, mexikanischer Fußballspieler
- Balling, Adalbert Ludwig (1933–2024), deutscher römisch-katholischer Ordenspriester, Missionar und Autor
- Balling, Erik (1924–2005), dänischer Drehbuchautor und Regisseur
- Balling, Franz Anton von (1800–1875), deutscher Balneologe, Badearzt und Unternehmer
- Balling, Friedrich (1803–1859), österreichischer Chemiker, Hüttendirektor und Zentraldirektor eisenverarbeitender Werke
- Balling, Karl Albert Max (1835–1896), österreichischer Chemiker und Hüttenmann
- Balling, Karl Josef Napoleon (1805–1868), böhmischer Chemiker und Bergbaufachmann
- Balling, Mads Ole (1953–2003), dänischer Archivar und Historiker
- Balling, Michael (1776–1848), böhmischer Chemiker und k.k. Oberhüttenamts-Direktor
- Balling, Michael (1866–1925), deutscher Bratschist und Dirigent
- Balling, Ole Peter Hansen (1823–1906), norwegischer Porträt- und Landschaftsmaler
- Balling, Peter (* 1990), dänischer Handballspieler
- Balling, Robert (* 1952), US-amerikanischer Geograph
- Balling, Rudi (* 1953), deutscher Genetiker
- Ballingall, George (1780–1855), schottischer Mediziner und Hochschullehrer
- Ballinger, Bill S. (1912–1980), US-amerikanischer Schriftsteller
- Ballinger, Dean (1973–2022), neuseeländischer Dichter, Musiker, Cartoonist und Akademiker
- Ballinger, Ian (1925–2008), neuseeländischer Sportschütze
- Ballinger, Paul (* 1953), neuseeländischer Langstreckenläufer
- Ballinger, Richard A. (1858–1922), US-amerikanischer Politiker
- Ballington, Kork (* 1951), südafrikanischer Motorradrennfahrer und Weltmeister
- Ballini, Giacomo, römisch-katholischer Geistlicher, Bischof
- Ballini, Marco (* 1998), thailändisch-italienischer Fußballspieler
- Balliol, Dervorguilla de († 1290), schottische Adlige
- Balliol, Ingram de, anglonormannischer Adliger
- Balliol, John, schottischer KönigJohn Balliol

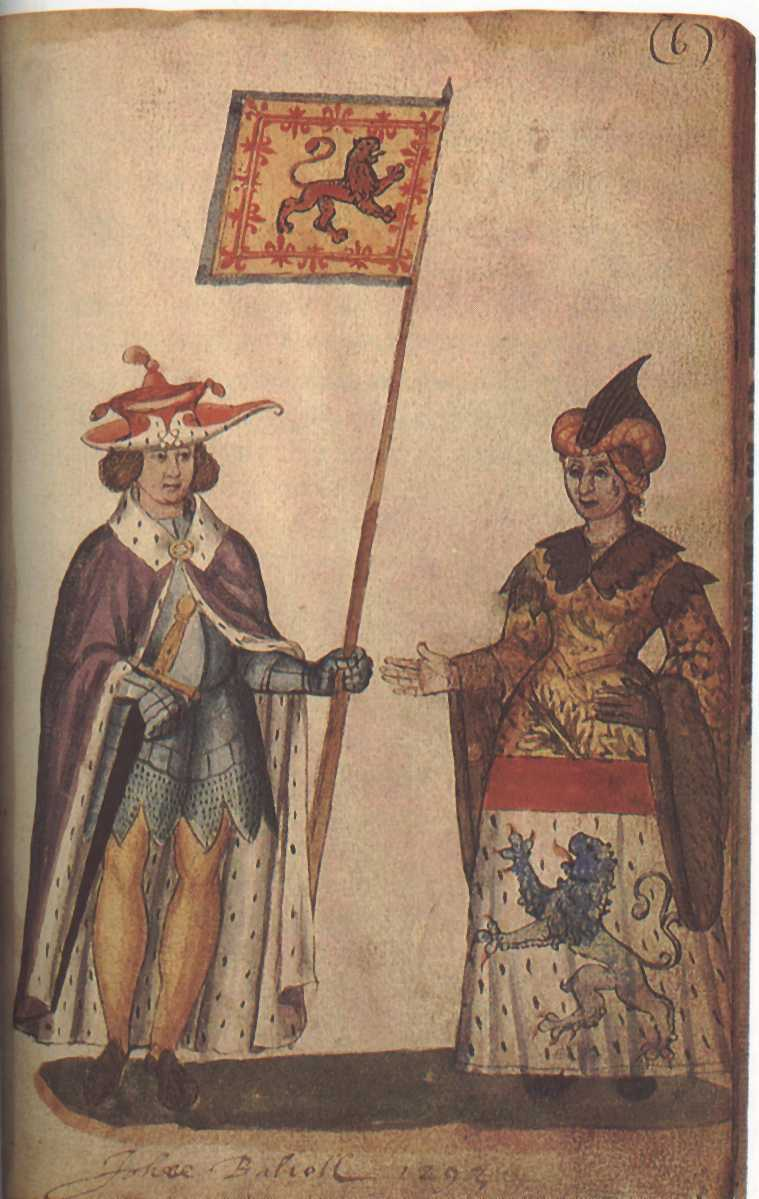
John Balliol

- Ballis, Anja (* 1969), deutsche Literaturwissenschaftlerin
- Ballis, Ioannis, griechischer Tennisspieler
- Ballisager Pedersen, Stine (* 1994), dänische FußballspielerinStine Ballisager Pedersen (* 1994)

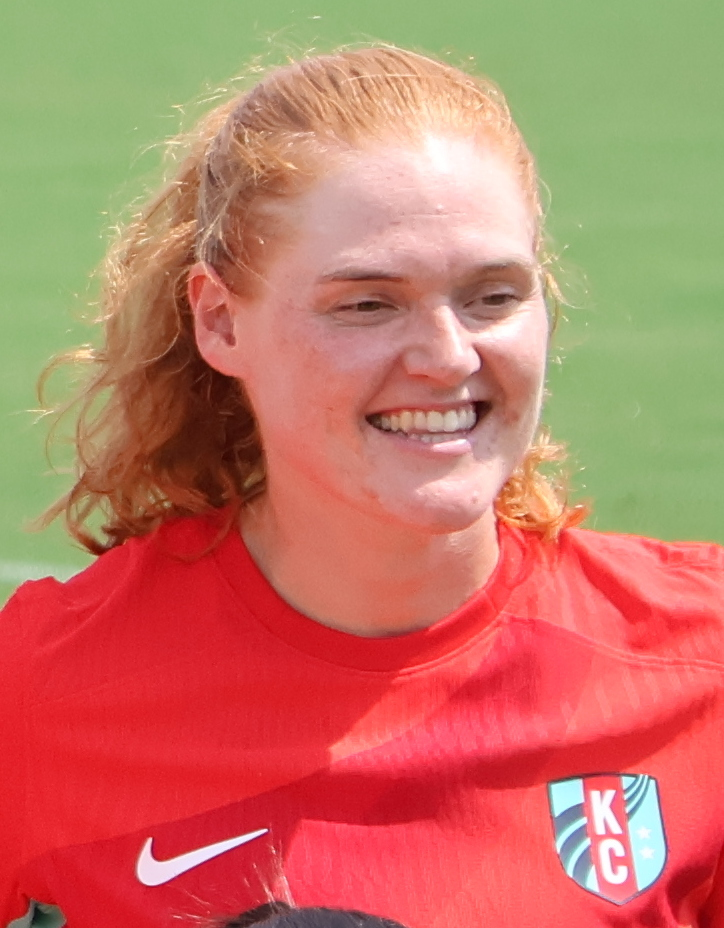
Stine Ballisager Pedersen (* 1994)

- Ballisat, Keith (1928–1996), britischer Autorennfahrer
- Ballista († 261), Prätorianerpräfekt des römischen Kaisers Valerian
- Ballista, Gigi (1918–1980), italienischer Schauspieler
- Balliu, Iván (* 1992), albanisch-spanischer Fußballspieler
- Balliu, Rudy (* 1941), belgischer Jazzmusiker (Klarinette)
- Ballivián Coll, Adolfo (1831–1874), bolivianischer Militär, Autor, Politiker und bolivianischer Präsident
- Ballivián, José (1805–1852), bolivianischer General im Peruanisch-Bolivianischen Konföderationskrieg und Präsident von Bolivien
- Ballivián, José Joaquin (* 1993), chilenischer Leichtathlet
- Ballivián, José Miguel (* 1997), chilenischer Leichtathlet

### Ballm
- Ballmaier, Hans (1909–1958), preußischer Landrat
- Ballmann, Adolf (1883–1945), deutscher Politiker (KPD) und Landtagsabgeordneter
- Ballmann, Anke Elisabeth (* 1969), deutsche Pädagogin, Psychologin und Autorin
- Ballmann, Heinrich (1856–1922), österreichischer Jurist, Komponist und Musikaliensammler
- Ballmann, Herbert (1924–2009), deutscher Filmregisseur
- Ballmann, Ida, deutsche Theaterschauspielerin
- Ballmann, Manfred (* 1955), deutscher Pädiater und Pneumologe
- Ballmann, Max (1798–1859), deutscher Theaterschauspieler, Komiker und Opernsänger (Bariton)
- Ballmann, Peter (1941–2023), deutscher Geowissenschaftler und Paläontologe
- Ballmann, Reinhold (* 1948), deutscher Fußballspieler
- Ballmann, Werner (* 1951), deutscher Mathematiker
- Ballmer, Adrian (* 1947), Schweizer Politiker (FDP)
- Ballmer, Johann Christoph (1830–1911), Schweizer Politiker
- Ballmer, Karl (1891–1958), Schweizer Kunstmaler und philosophischer Schriftsteller
- Ballmer, Mirjam (* 1982), Schweizer Politikerin
- Ballmer, Steve (* 1956), US-amerikanischer Unternehmer und InvestorSteve Ballmer (* 1956)

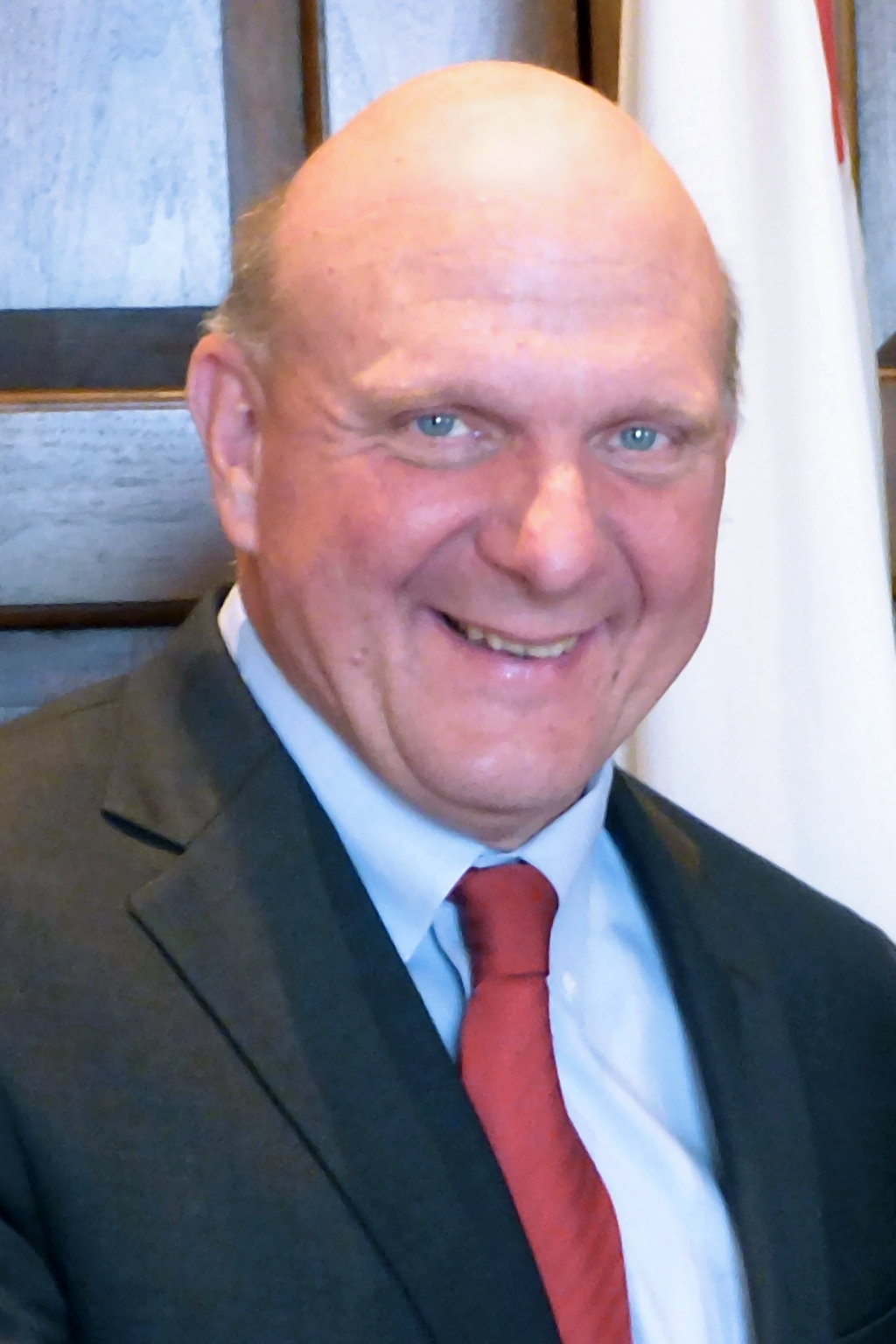
Steve Ballmer (* 1956)

- Ballmer, Theo (1902–1965), Schweizer Graphiker, Lithograf und Fotograf
- Ballmert, Markus (* 1993), deutscher Fußballspieler
- Ballmoos, David von (* 1994), Schweizer Fussballspieler
- Ballmoos, Walter (1911–1993), Schweizer Politiker

### Balln
- Ballner, Franz (1870–1963), österreichischer Arzt, Bakteriologe und Hygieniker
- Ballnus, Andreas (* 1979), deutscher Gitarrist
- Ballnus, August (1807–1871), deutscher evangelischer Pfarrer in Masuren
- Ballnus, Katrin (* 1966), deutsche Juristin

### Ballo
- Ballo, Thierno (* 2002), österreichischer FußballspielerThierno Ballo (* 2002)

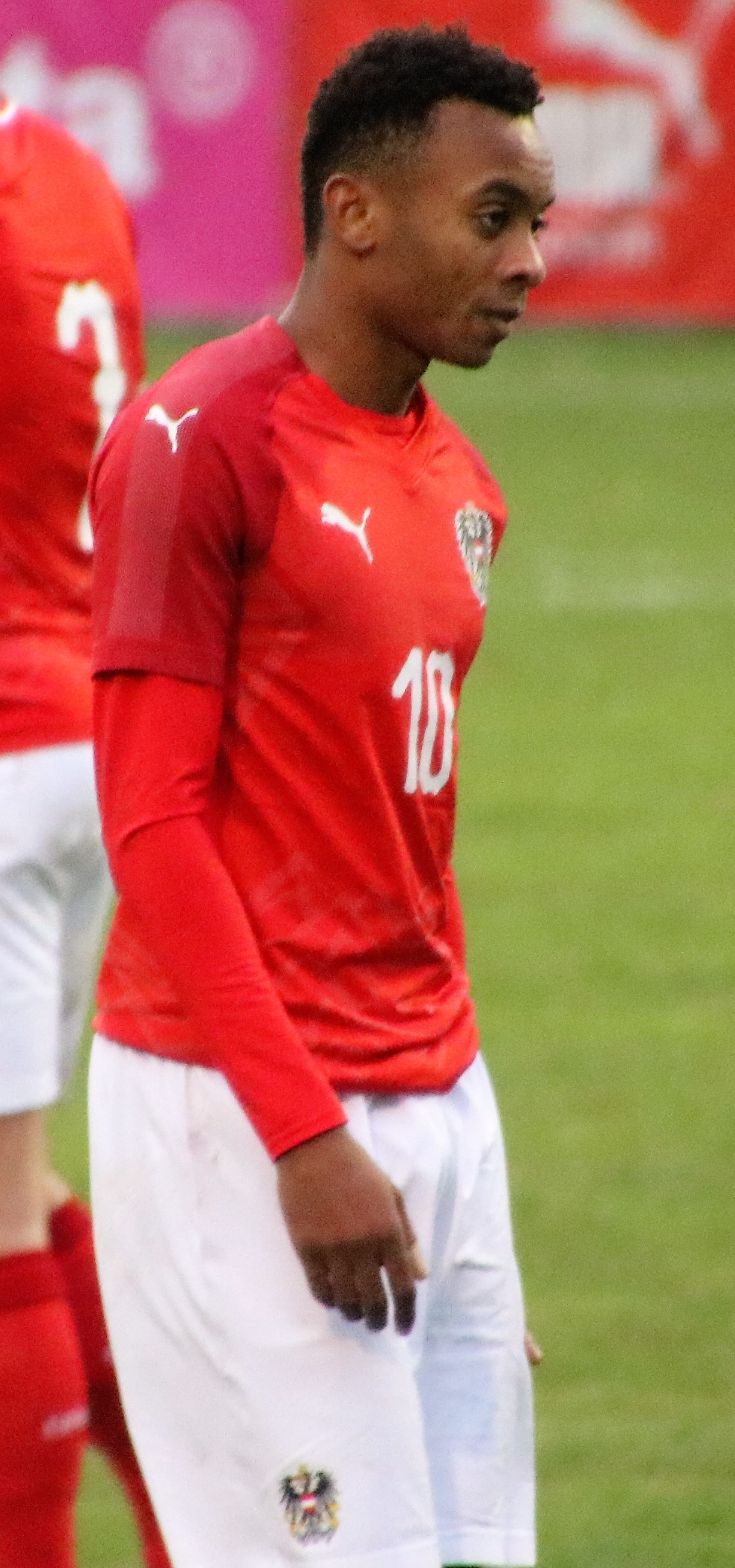
Thierno Ballo (* 2002)

- Ballo-Touré, Fodé (* 1997), französisch-senegalesischer Fußballspieler
- Ballod, Carl (1864–1931), lettischer Nationalökonom, Statistiker und Politiker, Mitglied der Saeima
- Ballod, Matthias (* 1966), deutscher Sprachwissenschaftler
- Ballof, Rolf (1938–2016), deutscher Geschichtsdidaktiker und Historiker
- Ballof, Walter (1893–1957), deutscher Politiker (SPD), MdBB
- Balloff, Rainer (* 1944), deutscher Rechtswissenschaftler und Psychologe
- Ballomar, markomannischer Herrscher
- Ballon, Claude (1671–1744), französischer Tänzer und Choreograf
- Ballón, Josepmir (* 1988), peruanischer Fußballspieler
- Ballon, Louise de (1591–1668), französische Mystikerin, Zisterzienserin, Ordensreformerin und Klostergründerin
- Balloni, Alfredo (* 1989), italienischer Straßenradrennfahrer
- Ballossier, Charles (1878–1960), französischer Turner
- Ballot i Torres, Josep Pau (1747–1821), spanischer Theologe, Katalanist, Hispanist und Grammatiker
- Ballot, Georges Henri (1866–1942), französischer Maler
- Ballot, Helmut (1917–1988), deutscher Schriftsteller
- Ballot, Marcel (1900–1935), französischer Autorennfahrer
- Ballot, Philippe (* 1956), französischer Geistlicher, römisch-katholischer Bischof von Metz
- Ballot, Rémy (* 1977), französischer Dirigent und Musiker
- Ballot, Victor (1853–1939), französischer Kolonialverwalter, Gouverneur von Dahomey
- Ballot, Wilhelm (1811–1884), deutscher Turnpädagoge
- Ballot-Léna, Claude (1936–1999), französischer Automobilrennfahrer
- Ballotta, Marco (* 1964), italienischer Fußballtorhüter
- Ballou, Adin (1803–1890), US-amerikanischer universalistischer, unitarischer Prediger, religiöser Sozialist, Pazifist
- Ballou, Dave (* 1963), US-amerikanischer Jazz-Trompeter
- Ballou, Hosea (1771–1852), US-amerikanischer Theologe und Autor
- Ballou, Kurt (* 1974), US-amerikanischer Gitarrist und Produzent
- Ballou, Latimer Whipple (1812–1900), US-amerikanischer Politiker
- Ballou, Sullivan (1829–1861), US-amerikanischer Anwalt, Politiker und Major der Nordstaaten im Sezessionskrieg
- Ballour, Amani (* 1987), syrische Ärztin
- Ballouz, Nayef (1931–1998), syrischer Philosoph
- Ballowitz, Emil (1859–1936), deutscher Arzt, Mediziner und Hochschullehrer

### Ballr
- Ballreich, Hans (1913–1998), deutscher Jurist und Wissenschaftsmanager
- Ballreich, Rainer (1930–2010), deutscher Biomechaniker

### Balls
- Balls, Edward (* 1967), britischer Politiker (Labour Party), Mitglied des House of Commons
- Ballschmiter, Karlheinz (* 1937), deutscher analytischer Chemiker
- Ballschuh, Andrea (* 1972), deutsche Fernseh- und RadiomoderatorinAndrea Ballschuh (* 1972)

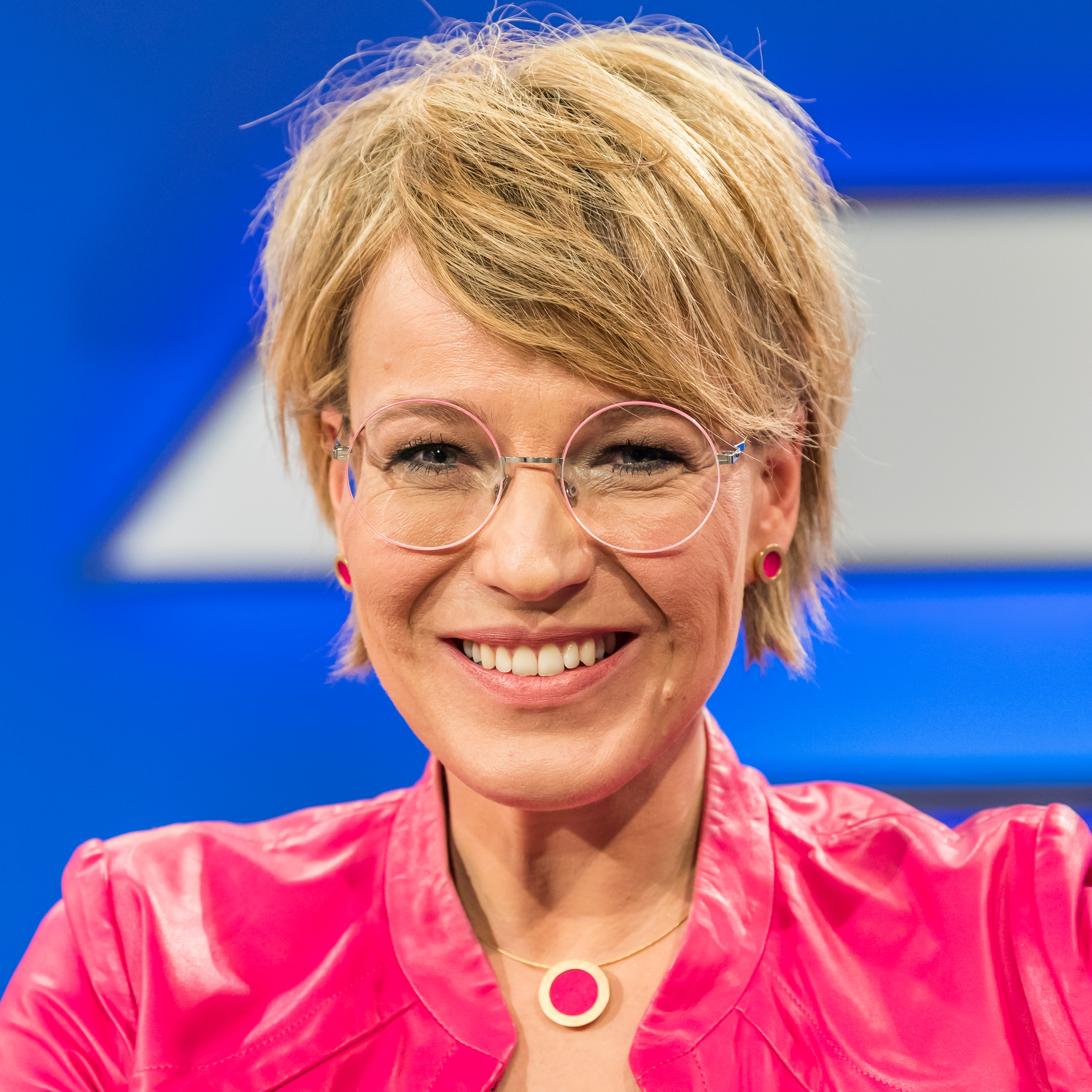
Andrea Ballschuh (* 1972)

- Ballsieper, Jordan (1835–1890), deutscher Benediktiner und Missionsbischof in Bangladesch und Generalabt der Kongregation von Subiaco
- Ballsieper, Thaddaeus (1900–1978), deutscher Ordensgeistlicher
- Ballstaedt, Andreas (* 1957), deutscher Musikwissenschaftler und Hochschullehrer
- Ballstaedt, Steffen-Peter (* 1946), deutscher Kommunikationswissenschaftler

### Ballu
- Ballu, Théodore (1817–1885), französischer Architekt
- Balluch, Gerhard (* 1942), österreichischer Schauspieler, Theaterregisseur und Hörspielsprecher
- Balluch, Martin (* 1964), österreichischer TierrechtsaktivistMartin Balluch (* 1964)

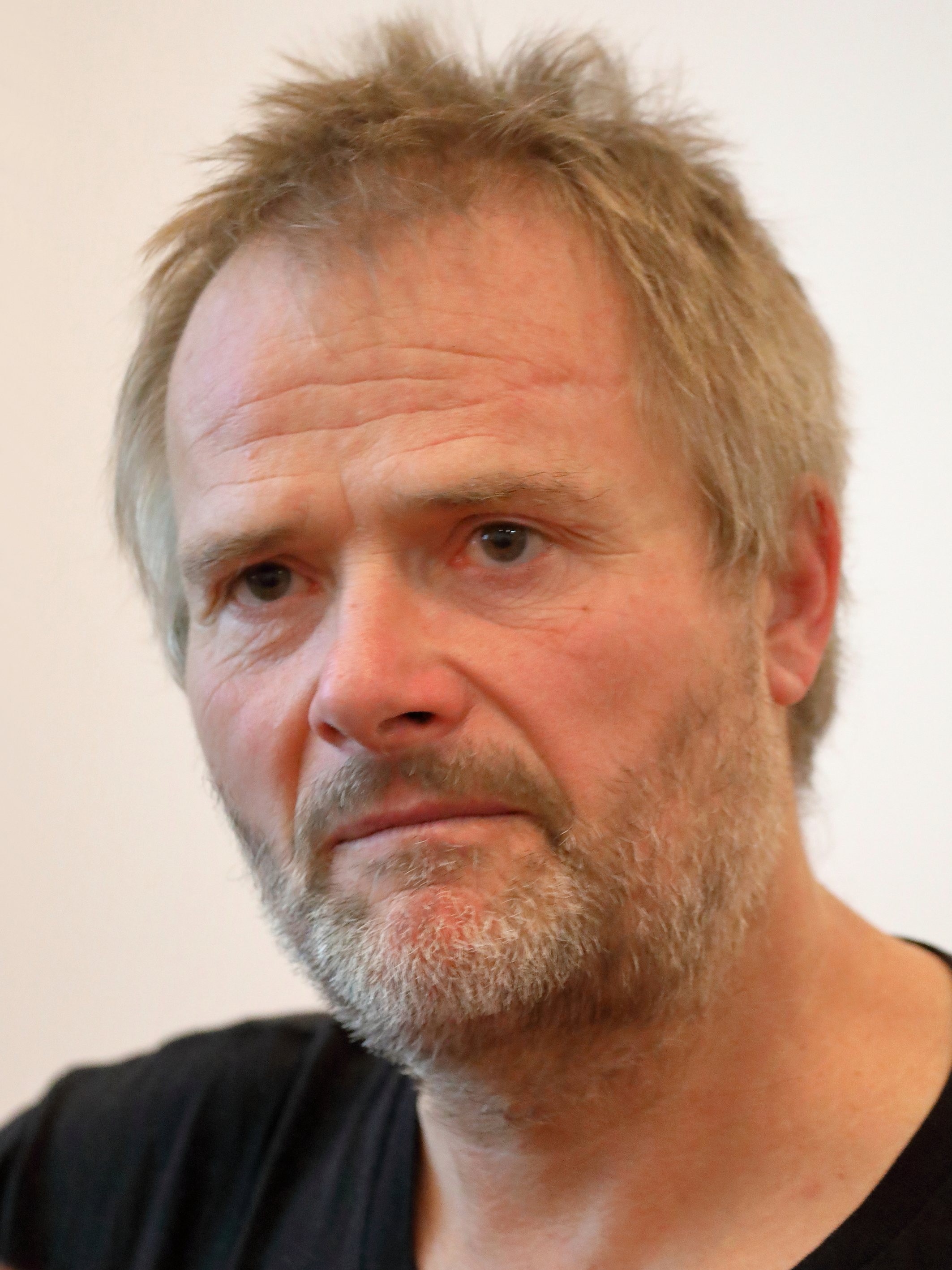
Martin Balluch (* 1964)

- Balluerka, Nekane (* 1966), spanische Psychologin und Hochschullehrerin
- Balluf, Ernst (1921–2008), österreichischer Maler und Grafiker
- Balluff, Anton (1846–1924), deutscher Opernsänger (Tenor)
- Balluff, Melchior (1779–1862), deutscher Apotheker und Kommunalpolitiker
- Balluff, Paul (1826–1890), deutschamerikanischer Apotheker
- Balluku, Belinda (* 1973), albanische Politikerin (PS)
- Balluku, Beqir (1917–1974), albanischer kommunistischer Politiker und Generalleutnant
- Balluseck, Daniel Johannes von (1895–1976), niederländischer Journalist und Diplomat
- Balluseck, Eugen († 1864), deutscher Jurist und Parlamentarier
- Balluseck, Friedrich von (1908–1989), deutscher Kreishauptmann von Jędrzejów
- Balluseck, Hilde von (* 1940), deutsche Sozialwissenschaftlerin und Frühpädagogin

### Ballw
- Ballwanz, Holger (* 1967), deutscher Fußballspieler
- Ballweg, Ernst (1901–1960), deutscher Landrat
- Ballweg, Michael (* 1974), deutscher PolitikaktivistMichael Ballweg (* 1974)

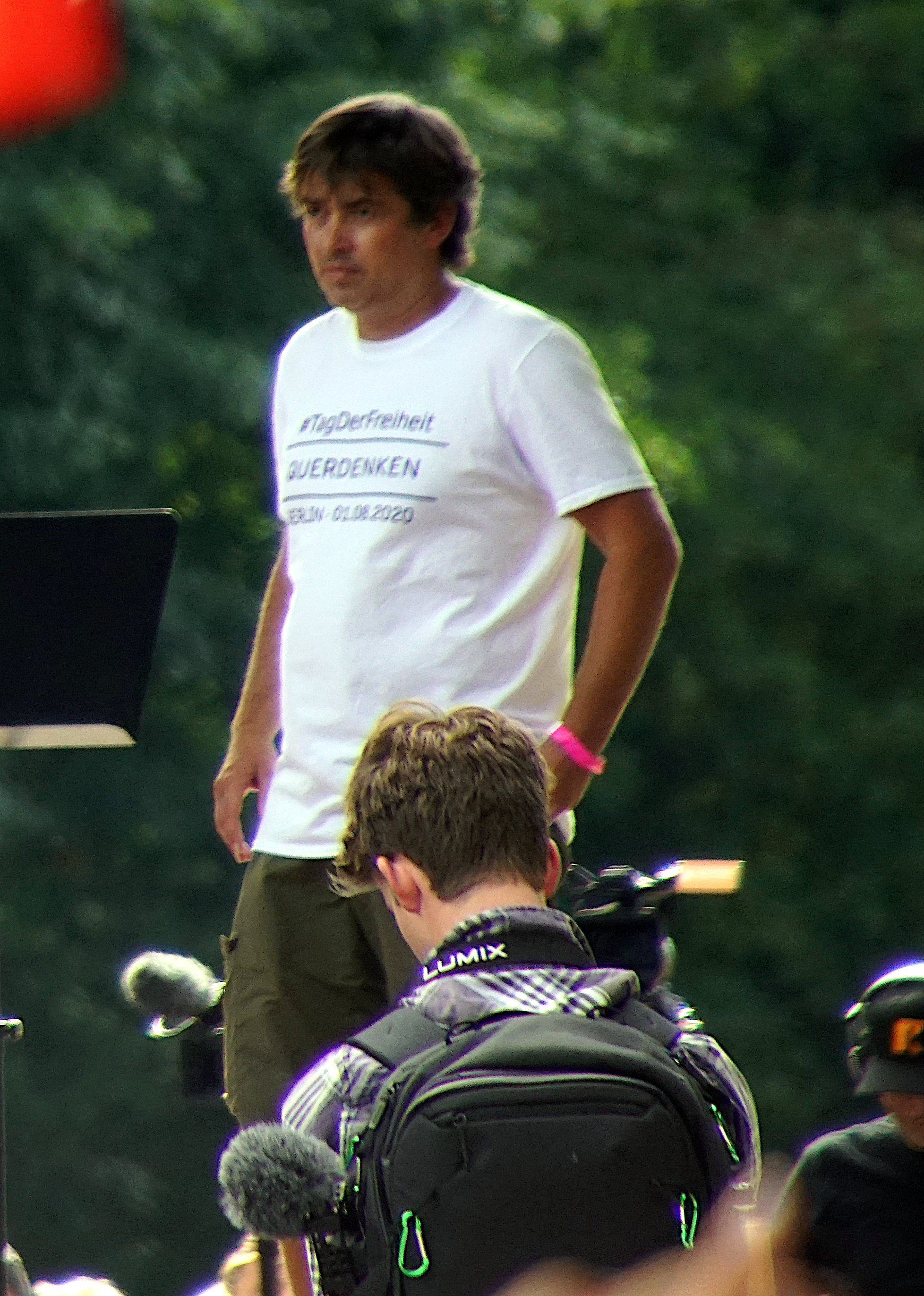
Michael Ballweg (* 1974)

- Ballweg, Ottmar (1928–2019), deutscher Rechtsgelehrter und -philosoph
- Ballweg, Ulrike (* 1965), deutsche Fußballspielerin und -trainerin
- Ballwein, Monika (* 1967), österreichische Sängerin, Vocalcoach und Chorleiterin
- Ballwieser, Dennis (* 1980), deutscher Arzt, Journalist, Verlagsmanager und Buchautor
- Ballwieser, Wolfgang (* 1948), deutscher Ökonom

### Bally
- Bally, Albert W. (1925–2019), niederländisch-US-amerikanischer Geologe
- Bally, Alex (* 1936), Schweizer Jazzschlagzeuger und Komponist
- Bálly, Alexander (* 1964), deutscher Schriftsteller
- Bally, Alexander von (1802–1853), deutscher Jurist, Gutsbesitzer und Abgeordneter
- Bally, Arthur (1849–1912), Schweizer Unternehmer und Mäzen
- Bally, Carl Franz (1821–1899), Schweizer Unternehmer
- Bally, Charles (1865–1947), Schweizer Sprachwissenschaftler
- Bally, Eduard (1847–1926), Schweizer Unternehmer und Politiker
- Bally, Étienne (1923–2018), französischer Leichtathlet
- Bally, François-Victor (1775–1866), französischer Arzt
- Bally, Fritz (1823–1878), Schweizer Unternehmer
- Bally, Gaëtan (* 1973), Schweizer Fotograf
- Bally, Gustav (1893–1966), Schweizer Psychiater, Psychoanalytiker und Hochschullehrer
- Bally, Ilse (1914–2007), Schweizer Schauspielerin
- Bally, Iwan (1876–1965), Schweizer Unternehmer und Politiker
- Bally, Max (1880–1976), Schweizer Unternehmer
- Bally, Maxime (* 1986), Schweizer Bahn- und Straßenradrennfahrer
- Bally, Maya (* 1961), Schweizer Politikerin (BDP/Die Mitte)Maya Bally (* 1961)

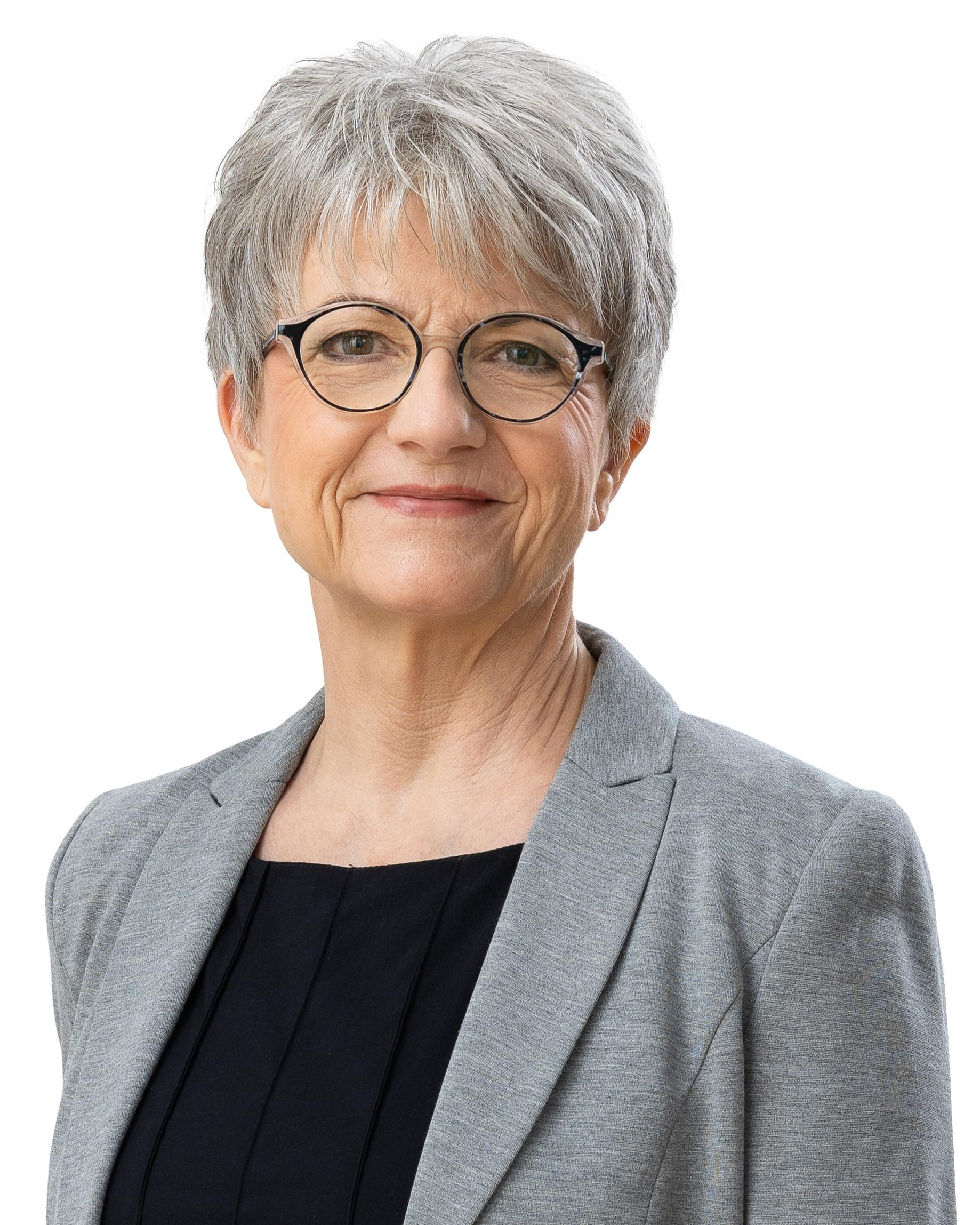
Maya Bally (* 1961)

- Bally, Oscar (1864–1938), Schweizer Unternehmer
- Bally, Otto (1839–1908), deutscher Unternehmer und Heimatforscher
- Bally, Peter (1783–1849), Schweizer Unternehmer
- Bally, Peter René Oscar (1895–1980), Schweizer Botaniker, Taxonom, Chemiker und Entdeckungsreisender
- Bally, Walter (1882–1959), Schweizer Botaniker, Forscher und Autor
- Ballyet, Emmanuel (1702–1773), französischer Karmelit und Bischof